# 1994
| [ Edytuj tabelę ]                                                  | |
| Prezydent Polski                                                   | - 1990 Lech Wałęsa 1995 |
| Premier Polski                                                     | - 1993 Waldemar Pawlak 1995 |
| Prezydent Abchazji                                                 | - 1994 Władisław Ardzinba 2005 |
| Premier Abchazji                                                   | - 1993 Sokrat Dżindżolia 1994 |
| Prezydent Afganistanu                                              | - 1992 Burhanuddin Rabbani 1996 |
| Premier Afganistanu                                                | - 1993 Gulbuddin Hekmatjar 1994 - 1994 Arsala Rahmani 1995                                                                            |
| Prezydent Albanii                                                  | - 1992 Sali Berisha 1997 |
| Premier Albanii                                                    | - 1992 Aleksandër Meksi 1997 |
| Prezydent Algierii                                                 | - 1992 Ali Kafi 1994 - 1994 Liamine Zéroual 1999                                                                                      |
| Premier Algierii                                                   | - 1993 Redha Malek 1994 - 1994 Mokdad Sifi 1995                                                                                       |
| Współksiążęta Andory                                               | - 1971 Joan Martí i Alanís 2003 - 1981 François Mitterrand 1995                                                                       |
| Premier Andory                                                     | - 1990 Òscar Ribas Reig 1994 - 1994 Marc Forné Molné 2005                                                                             |
| Prezydent Angoli                                                   | - 1979 José Eduardo dos Santos 2017                                                                                                   |
| Premier Angoli                                                     | - 1992 Marcolino Moco 1996 |
| Premier Antigui i Barbudy                                          | - 1981 Vere Cornwall Bird 1994 - 1994 Lester Bird 2004                                                                                |
| Król Arabii Saudyjskiej                                            | - 1982 Fahd ibn Abd al-Aziz Al Su’ud 2005                                                                                             |
| Prezydent Argentyny                                                | - 1989 Carlos Saúl Menem 1999 |
| Prezydent Armenii                                                  | - 1991 Lewon Ter-Petrosjan 1998 |
| Premier Armenii                                                    | - 1993 Hrant Bagratian 1996 |
| Premier Australii                                                  | - 1991 Paul Keating 1996 |
| Prezydent Austrii                                                  | - 1992 Thomas Klestil 2004 |
| Kanclerz Austrii                                                   | - 1986 Franz Vranitzky 1997 |
| Prezydent Azerbejdżanu                                             | - 1993 Heydər Əliyev 2003 |
| Premier Azerbejdżanu                                               | - 1993 Surət Hüseynov 1994 - 1994 Fuad Quliyev 1996                                                                                   |
| Premier Bahamów                                                    | - 1992 Hubert Ingraham 2002 |
| Emir Bahrajnu                                                      | - 1971 Isa ibn Salman Al Chalifa 1999                                                                                                 |
| Premier Bahrajnu                                                   | - 1970 Chalifa ibn Salman Al Chalifa 2020                                                                                             |
| Prezydent Bangladeszu                                              | - 1991 Abdur Rahman Biswas 1996 |
| Premier Bangladeszu                                                | - 1991 Chaleda Zia 1996 |
| Premier Barbadosu                                                  | - 1987 Erskine Sandiford 1994 - 1994 Owen Arthur 2008                                                                                 |
| Król Belgów                                                        | - 1993 Albert II 2013 |
| Premier Belgii                                                     | - 1992 Jean-Luc Dehaene 1999 |
| Premier Belize                                                     | - 1993 Manuel Esquivel 1998 |
| Prezydent Beninu                                                   | - 1991 Nicéphore Soglo 1996 |
| Król Bhutanu                                                       | - 1972 Jigme Singye Wangchuck 2006 |
| Premier Bhutanu                                                    | - 1964 urząd zniesiony 1998 |
| Prezydent Białorusi                                                | - 1991 Stanisłau Szuszkiewicz 1994 - 1994 Mieczysłau Hryb 1994 - 1994 Alaksandr Łukaszenka                                            |
| Premier Białorusi                                                  | - 1991 Wiaczasłau Kiebicz 1994 - 1994 Michaił Czyhir 1996                                                                             |
| Prezydent Boliwii                                                  | - 1993 Gonzalo Sánchez de Lozada 1997                                                                                                 |
| Prezydent Bośni i Hercegowiny                                      | - 1992 Alija Izetbegović 1996 |
| Premier Bośni i Hercegowiny                                        | - 1993 Haris Silajdžić 1996 |
| Prezydent Botswany                                                 | - 1980 Quett Masire 1998 |
| Prezydent Brazylii                                                 | - 1992 Fernando Henrique Cardoso 2003                                                                                                 |
| Sułtan Brunei                                                      | - 1967 Hassanal Bolkiah |
| Prezydent Bułgarii                                                 | - 1990 Żelu Żelew 1997 |
| Premier Bułgarii                                                   | - 1992 Luben Berow 1994 - 1994 Reneta Indżowa 1995                                                                                    |
| Prezydent Burkiny Faso                                             | - 1987 Blaise Compaoré 2014 |
| Premier Burkiny Faso                                               | - 1992 Youssouf Ouédraogo 1994 - 1994 Roch Marc Christian Kaboré 1996                                                                 |
| Prezydent Burundi                                                  | - 1993 Sylvie Kinigi 1994 - 1994 Cyprien Ntaryamira 1994 - 1994 Sylvestre Ntibantunganya 1996                                         |
| Premier Burundi                                                    | - 1993 Sylvie Kinigi 1994 - 1994 Anatole Kanyenkiko 1995                                                                              |
| Prezydent Chile                                                    | - 1990 Patricio Aylwin 1994 - 1994 Eduardo Frei 2000                                                                                  |
| Przewodniczący ChRL                                                | - 1993 Jiang Zemin 2003 |
| Premier Chin                                                       | - 1987 Li Peng 1998 |
| Prezydent Chorwacji                                                | - 1991 Franjo Tuđman 1999 |
| Premier Chorwacji                                                  | - 1993 Nikica Valentić 1995 |
| Prezydent Cypru                                                    | - 1993 Glafkos Kliridis 2003 |
| Prezydent Cypru Północnego                                         | - 1983 Rauf Denktaş 2005 |
| Prezydent Czadu                                                    | - 1990 Idriss Déby 2021 |
| Premier Czadu                                                      | - 1993 Delwa Kassiré Koumakoye 1995                                                                                                   |
| Prezydent Czech                                                    | - 1993 Václav Havel 2003 |
| Premier Czech                                                      | - 1993 Václav Klaus 1997 |
| Król Danii                                                         | - 1972 Małgorzata II 2024 |
| Premier Danii                                                      | - 1993 Poul Nyrup Rasmussen 2001 |
| Dalajlama                                                          | - 1940 Tenzin Gjaco |
| Prezydent Dominikany                                               | - 1986 Joaquín Balaguer 1996 |
| Prezydent Dominiki                                                 | - 1993 Crispin Sorhaindo 1998 |
| Premier Dominiki                                                   | - 1980 Eugenia Charles 1995 |
| Prezydent Dżibuti                                                  | - 1977 Hasan Guled Aptidon 1999 |
| Premier Dżibuti                                                    | - 1978 Barkat Gourad Hamadou 2001 |
| Prezydent Egiptu                                                   | - 1981 Husni Mubarak 2011 |
| Premier Egiptu                                                     | - 1986 Atif Sidki 1996 |
| Prezydent Ekwadoru                                                 | - 1992 Sixto Durán Ballén 1996 |
| Prezydent Erytrei                                                  | - 1993 Isajas Afewerki |
| Prezydent Estonii                                                  | - 1992 Lennart Meri 2001 |
| Premier Estonii                                                    | - 1992 Mart Laar 1994 - 1994 Andres Tarand 1995                                                                                       |
| Prezydent Etiopii                                                  | - 1991 Meles Zenawi 1995 |
| Premier Etiopii                                                    | - 1991 Tamirat Layne (tymcz.) 1995 |
| Przew. Komisji Europejskiej                                        | - 1985 Jacques Delors (Francja) 1995                                                                                                  |
| Prezydent Fidżi                                                    | - 1993 Kamisese Mara 2000 |
| Premier Fidżi                                                      | - 1992 Sitiveni Rabuka 1999 |
| Prezydent Filipin                                                  | - 1992 Fidel Ramos 1998 |
| Prezydent Finlandii                                                | - 1981 Mauno Koivisto 1994 - 1994 Martti Ahtisaari 2000                                                                               |
| Premier Finlandii                                                  | - 1991 Esko Aho 1995 |
| Prezydent Francji                                                  | - 1981 François Mitterrand 1995 |
| Premier Francji                                                    | - 1993 Édouard Balladur 1995 |
| Prezydent Gabonu                                                   | - 1967 Omar Bongo 2009 |
| Premier Gabonu                                                     | - 1990 Casimir Oyé-Mba 1994 - 1994 Paulin Obame-Nguema 1999                                                                           |
| Prezydent Gambii                                                   | - 1970 Dawda Kairaba Jawara 1994 - 1994 Yahya Jammeh 2017                                                                             |
| Prezydent Ghany                                                    | - 1981 Jerry John Rawlings 2001 |
| Prezydent Grecji                                                   | - 1990 Konstandinos Karamanlis 1995                                                                                                   |
| Premier Grecji                                                     | - 1993 Andreas Papandreu 1996 |
| Premier Grenady                                                    | - 1990 Nicholas Brathwaite 1995 |
| Premier Gruzji                                                     | - 1993 Otar Pacacia 1995 |
| Prezydent Gujany                                                   | - 1992 Cheddi Jagan 1997 |
| Premier Gujany                                                     | - 1992 Samuel Hinds 1997 |
| Prezydent Gwatemali                                                | - 1993 Ramiro de León Carpio 1996 |
| Prezydent Gwinei                                                   | - 1984 Lansana Conté 2008 |
| Premier Gwinei                                                     | - 1984 urząd zniesiony 1996 |
| Prezydent Gwinei Bissau                                            | - 1984 João Bernardo Vieira 1999 |
| Premier Gwinei Bissau                                              | - 1991 Carlos Correia 1994 - 1994 Manuel Saturnino da Costa 1997                                                                      |
| Prezydent Gwinei Równikowej                                        | - 1979 Teodoro Obiang Nguema Mbasogo                                                                                                  |
| Premier Gwinei Równikowej                                          | - 1992 Silvestre Siale Bileka 1996 |
| Prezydent Haiti                                                    | - 1993 Jean-Bertrand Aristide 1994 - 1994 Émile Jonassaint (p.o.) 1994 - 1994 Jean-Bertrand Aristide 1996                             |
| Premier Haiti                                                      | - 1993 Robert Malval 1994 - 1994 Smarck Michel 1995                                                                                   |
| Król Hiszpanii                                                     | - 1975 Jan Karol I 2014 |
| Premier Hiszpanii                                                  | - 1982 Felipe González 1996 |
| Król Holandii                                                      | - 1980 Beatrycze 2013 |
| Premier Holandii                                                   | - 1982 Ruud Lubbers 1994 - 1994 Wim Kok 2002                                                                                          |
| Prezydent Hondurasu                                                | - 1990 Rafael Leonardo Callejas 1994 - 1994 Carlos Roberto Reina 1998                                                                 |
| Najwyższy przywódca Iranu                                          | - 1989 Ali Chamenei |
| Prezydent Iranu                                                    | - 1989 Ali Akbar Haszemi Rafsandżani 1997                                                                                             |
| Prezydent Iraku                                                    | - 1979 Saddam Husajn 2003 |
| Premier Iraku                                                      | - 1993 Ahmad Husajn Chudajr as-Samarra’i 1994 - 1994 Saddam Husajn 2003                                                               |
| Prezydent Indii                                                    | - 1992 Shankar Dayal Sharma 1997 |
| Premier Indii                                                      | - 1991 P.V. Narasimha Rao 1996 |
| Prezydent Indonezji                                                | - 1967 Suharto 1998 |
| Prezydent Irlandii                                                 | - 1990 Mary Robinson 1997 |
| Premier Irlandii                                                   | - 1992 Albert Reynolds 1994 - 1994 John Bruton 1997                                                                                   |
| Prezydent Islandii                                                 | - 1980 Vigdís Finnbogadóttir 1996 |
| Premier Islandii                                                   | - 1991 Davíð Oddsson 2004 |
| Prezydent Izraela                                                  | - 1993 Ezer Weizman 2000 |
| Premier Izraela                                                    | - 1992 Icchak Rabin 1995 |
| Premier Jamajki                                                    | - 1992 Percival James Patterson 2006                                                                                                  |
| Cesarz Japonii                                                     | - 1989 Akihito 2019 |
| Premier Japonii                                                    | - 1993 Morihiro Hosokawa 1994 - 1994 Tsutomu Hata 1994 - 1994 Tomiichi Murayama 1996                                                  |
| Prezydent Jemenu                                                   | - 1990 Ali Abd Allah Salih 2012 |
| Król Jordanii                                                      | - 1952 Husajn 1999 |
| Premier Jordanii                                                   | - 1993 Abd as-Salam al-Madżali 1995                                                                                                   |
| Prezydent Jugosławii                                               | - 1993 Zoran Lilić 1997 |
| Premier Jugosławii                                                 | - 1993 Radoje Kontić 1998 |
| Król Kambodży                                                      | - 1993 Norodom Sihanouk 2004 |
| Premier Kambodży                                                   | - 1993 Norodom Ranariddh 1997 - 1993 Hun Sen 2023                                                                                     |
| Prezydent Kamerunu                                                 | - 1982 Paul Biya |
| Premier Kamerunu                                                   | - 1992 Simon Achidi Achu 1996 |
| Premier Kanady                                                     | - 1993 Jean Chrétien 2003 |
| Prezydent Górskiego Karabachu                                      | - 1994 Robert Koczarian 1997 |
| Emir Kataru                                                        | - 1972 Chalifa ibn Ahmad 1995 |
| Premier Kataru                                                     | - 1971 Chalifa ibn Ahmad 1995 |
| Prezydent Kazachstanu                                              | - 1991 Nursułtan Nazarbajew 2019 |
| Premier Kazachstanu                                                | - 1991 Siergiej Tierieszczenko 1994 - 1994 Äkeżan Każygeldin 1997                                                                     |
| Prezydent Kenii                                                    | - 1978 Daniel Moi 2002 |
| Prezydent Kirgistanu                                               | - 1991 Askar Akajew 2005 |
| Premier Kirgistanu                                                 | - 1993 Apas Dżumagułow 1998 |
| Prezydent Kiribati                                                 | - 1991 Teatao Teannaki 1994 - 1994 Tekiree Tamuera (p.o.) 1994 - 1994 Ata Teaotai (p.o.) 1994 - 1994 Teburoro Tito 2003               |
| Prezydent Kolumbii                                                 | - 1990 César Gaviria 1994 - 1994 Ernesto Samper Pizano 1998                                                                           |
| Prezydent Konga                                                    | - 1992 Pascal Lissouba 1997 |
| Premier Konga                                                      | - 1993 Joachim Yhombi-Opango 1996 |
| Patriarcha Konstantynopola                                         | - 1991 Bartłomiej I |
| Prezydent Korei Południowej                                        | - 1993 Kim Young-sam 1998 |
| Premier Korei Południowej                                          | - 1993 Lee Hoi-chang 1994 - 1994 Lee Yung-dug 1994 - 1994 Lee Hong-koo 1995 - 1988 Kim Jong-pil 2000                                  |
| Prezydent KRLD                                                     | - 1972 Kim Il Sŏng 1994 |
| Najwyższy Przywódca KRLD                                           | - 1994 Kim Dzong Il 2011 |
| Premier KRLD                                                       | - 1992 Kang Sŏng San 1997 |
| Prezydent Kostaryki                                                | - 1990 Rafael Ángel Calderón Fournier 1994 - 1994 José María Figueres 1998                                                            |
| Przewodniczący Rady Państwa Kuby                                   | - 1976 Fidel Castro 2008 |
| Emir Kuwejtu                                                       | - 1977 Dżabir III 2006 |
| Premier Kuwejtu                                                    | - 1978 Sad al-Abd Allah as-Salim as-Sabah 2003                                                                                        |
| Prezydent Laosu                                                    | - 1993 Nouhak Phoumsavanh 1998 |
| Król Lesotho                                                       | - 1990 Letsie III 1995 |
| Premier Lesotho                                                    | - 1993 Ntsu Mokhehle 1994 - 1994 Hae Phoofolo 1994 - 1994 Ntsu Mokhehle 1998                                                          |
| Prezydent Libanu                                                   | - 1989 Elias Hrawi 1998 |
| Premier Libanu                                                     | - 1992 Rafik al-Hariri 1998 |
| Prezydent Liberii                                                  | - 1990 wakat 1997 |
| Przywódca Libii                                                    | - 1969 Mu’ammar al-Kaddafi 2011 |
| Premier Libii                                                      | - 1990 Abu Zajd Umar Durda 1994 - 1994 Abd al-Madżid al-Ka’ud 1997                                                                    |
| Sekretarz generalny PKL Libii                                      | - 1992 Az-Zanati Imhammad az-Zanati 2008                                                                                              |
| Książę Liechtensteinu                                              | - 1989 Jan Adam II |
| Premier Liechtensteinu                                             | - 1993 Mario Frick 2001 |
| Prezydent Litwy                                                    | - 1993 Algirdas Brazauskas 1998 |
| Premier Litwy                                                      | - 1993 Adolfas Šleževičius 1996 |
| Wielki książę Luksemburga                                          | - 1964 Jan 2000 |
| Premier Luksemburga                                                | - 1984 Jacques Santer 1995 |
| Prezydent Łotwy                                                    | - 1993 Guntis Ulmanis 1999 |
| Premier Łotwy                                                      | - 1993 Valdis Birkavs 1994 - 1994 Māris Gailis 1995                                                                                   |
| Prezydent Macedonii                                                | - 1991 Kiro Gligorow 1999 |
| Premier Macedonii                                                  | - 1992 Branko Crwenkowski 1998 |
| Prezydent Madagaskaru                                              | - 1993 Albert Zafy 1996 |
| Premier Madagaskaru                                                | - 1993 Francisque Ravony 1995 |
| Prezydent Malawi                                                   | - 1966 Hastings Kamuzu Banda 1994 - 1994 Bakili Muluzi 2004                                                                           |
| Prezydent Malediwów                                                | - 1978 Maumun ̓Abdul Gajum 2008 |
| Król Malezji                                                       | - 1989 Azlan Shah 1994 - 1994 Tuanku Jaafar 1999                                                                                      |
| Premier Malezji                                                    | - 1981 Mahathir bin Mohamad 2003 |
| Prezydent Mali                                                     | - 1992 Alpha Oumar Konaré 2002 |
| Premier Mali                                                       | - 1993 Abdoulaye Sékou Sow 1994 - 1994 Ibrahim Boubacar Keïta 2000                                                                    |
| Prezydent Malty                                                    | - 1989 Ċensu Tabone 1994 - 1994 Ugo Mifsud Bonnici 1999                                                                               |
| Premier Malty                                                      | - 1987 Edward Fenech Adami 1996 |
| Król Maroka                                                        | - 1961 Hassan II 1999 |
| Premier Maroka                                                     | - 1992 Mohammed Karim Lamrani 1994 - 1994 Abd al-Latif al-Filali 1998                                                                 |
| Prezydent Mauretanii                                               | - 1984 Maawija uld Sid’Ahmad Taja 2005                                                                                                |
| Premier Mauretanii                                                 | - 1992 Sidi Muhammad uld Bubakar 1996                                                                                                 |
| Prezydent Mauritiusa                                               | - 1992 Cassam Uteem 2002 |
| Premier Mauritiusa                                                 | - 1982 Anerood Jugnauth 1995 |
| Prezydent Meksyku                                                  | - 1988 Carlos Salinas de Gortari 1994 - 1994 Ernesto Zedillo Ponce de León 2000                                                       |
| Prezydent Mikronezji                                               | - 1991 Bailey Olter 1996 |
| Przewodniczący Państwowej Rady Przywrócenia Ładu i Porządku Mjanmy | - 1992 Than Shwe 1997 |
| Premier Mjanmy                                                     | - 1992 Than Shwe 2003 |
| Prezydent Mołdawii                                                 | - 1991 Mircea Snegur 1996 |
| Premier Mołdawii                                                   | - 1992 Andrei Sangheli 1997 |
| Książę Monako                                                      | - 1949 Rainier III 2005 |
| Minister stanu Monako                                              | - 1991 Jacques Dupont 1994 - 1994 Paul Dijoud 1997                                                                                    |
| Prezydent Mongolii                                                 | - 1990 Punsalmaagijn Oczirbat 1997 |
| Premier Mongolii                                                   | - 1992 Puncagijn Dżasraj 1996 |
| Prezydent Mozambiku                                                | - 1986 Joaquim Chissano 2005 |
| Premier Mozambiku                                                  | - 1986 Mário da Graça Machungo 1994 - 1994 Pascoal Mocumbi 2004                                                                       |
| Prezydent Naddniestrza                                             | - 1991 Igor Smirnow 2011 |
| Prezydent Namibii                                                  | - 1990 Sam Nujoma 2005 |
| Premier Namibii                                                    | - 1990 Hage Geingob 2002 |
| Sekretarz generalny NATO                                           | - 1988 Manfred Wörner (Niemcy) 1994 - 1994 Sergio Balanzino (Włochy) 1994 - 1994 Willy Claes (Belgia) 1995                            |
| Prezydent Nauru                                                    | - 1989 Bernard Dowiyogo 1995 |
| Król Nepalu                                                        | - 1972 Birendra 2001 |
| Premier Nepalu                                                     | - 1991 Girija Prasad Koirala 1994 - 1994 Man Mohan Adhikari 1995                                                                      |
| Prezydent Niemiec                                                  | - 1984 Richard von Weizsäcker 1994 - 1994 Roman Herzog 1999                                                                           |
| Kanclerz Niemiec                                                   | - 1982 Helmut Kohl 1998 |
| Prezydent Nigru                                                    | - 1993 Mahamane Ousmane 1996 |
| Premier Nigru                                                      | - 1993 Mahamadou Issoufou 1994 - 1994 Souley Abdoulaye 1995                                                                           |
| Prezydent Nigerii                                                  | - 1993 Sani Abacha 1998 |
| Prezydent Nikaragui                                                | - 1990 Violeta Chamorro 1997 |
| Król Norwegii                                                      | - 1991 Harald V |
| Premier Norwegii                                                   | - 1990 Gro Harlem Brundtland 1996 |
| Premier Nowej Zelandii                                             | - 1990 Jim Bolger 1997 |
| Sułtan Omanu                                                       | - 1970 Kabus ibn Sa’id 2020 |
| Sekretarz generalny ONZ                                            | - 1992 Butrus Butrus Ghali (Egipt) 1996                                                                                               |
| Prezydent Pakistanu                                                | - 1993 Farooq Leghari 1997 |
| Premier Pakistanu                                                  | - 1993 Benazir Bhutto 1996 |
| Prezydent Palau                                                    | - 1993 Kuniwo Nakamura 2001 |
| Prezydent Panamy                                                   | - 1989 Guillermo Endara 1994 - 1994 Ernesto Pérez Balladares 1999                                                                     |
| Papież                                                             | - 1978 Jan Paweł II 2005 |
| Premier Papui-Nowej Gwinei                                         | - 1992 Paias Wingti 1994 - 1994 Julius Chan 1997                                                                                      |
| Prezydent Paragwaju                                                | - 1993 Juan Carlos Wasmosy Monti 1998                                                                                                 |
| Prezydent Peru                                                     | - 1990 Alberto Fujimori 2000 |
| Premier Peru                                                       | - 1993 Alfonso Bustamante 1994 - 1994 Efrain Goldenber 1995                                                                           |
| Prezydent Południowej Afryki                                       | - 1989 Frederik de Klerk 1994 - 1994 Nelson Mandela 1999                                                                              |
| Prezydent Portugalii                                               | - 1986 Mário Soares 1996 |
| Premier Portugalii                                                 | - 1985 Anibal Cavaco Silva 1995 |
| Sekretarz generalny Rady Europy                                    | - 1989 Catherine Lalumière (Francja) 1994 - 1994 Daniel Tarschys (Szwecja) 1999                                                       |
| Prezydent Republiki Środkowoafrykańskiej                           | - 1993 Ange-Félix Patassé 2003 |
| Premier Republiki Środkowoafrykańskiej                             | - 1993 Jean-Luc Mandaba 1995 |
| Prezydent Republiki Zielonego Przylądka                            | - 1991 António Monteiro 2001 |
| Premier Republiki Zielonego Przylądka                              | - 1991 Carlos Veiga 2000 |
| Prezydent Rosji                                                    | - 1991 Boris Jelcyn 1999 |
| Premier Rosji                                                      | - 1992 Wiktor Czernomyrdin 1998 |
| Prezydent Rumunii                                                  | - 1989 Ion Iliescu 1996 |
| Premier Rumunii                                                    | - 1992 Nicolae Văcăroiu 1996 |
| Prezydent Rwandy                                                   | - 1973 Juvénal Habyarimana 1994 - 1994 Théodore Sindikubwabo (p.o.) 1994 - 1994 Pasteur Bizimungu 2000                                |
| Premier Rwandy                                                     | - 1993 Agathe Uwilingiyimana 1994 - 1994 Jean Kambanda 1994 - 1994 Faustin Twagiramungu 1995                                          |
| Premier Saint Kitts i Nevis                                        | - 1983 Kennedy Simonds 1995 |
| Premier Saint Lucia                                                | - 1982 John Compton 1996 |
| Premier Saint Vincent i Grenadyn                                   | - 1984 James Fitz-Allen Mitchell 2000                                                                                                 |
| Prezydent Salwadoru                                                | - 1989 Alfredo Cristiani 1994 - 1994 Armando Calderón Sol 1999                                                                        |
| O le Ao o le Malo Samoa                                            | - 1962 Malietoa Tanumafili II 2007 |
| Premier Samoa                                                      | - 1988 Tofilau Eti Alesana 1998 |
| Kapitanowie regenci San Marino                                     | - 1993 Gian Luigi Berti Paride Andreoli 1994 - 1994 Alberto Cecchetti Fausto Mularoni 1994 - 1994 Renzo Ghiotti Luciano Ciavatta 1995 |
| Sekretarz Stanu do spraw Politycznych i Zagranicznych San Marino   | - 1986 Gabriele Gatti 2002 |
| Prezydent Senegalu                                                 | - 1981 Abdou Diouf 2000 |
| Premier Senegalu                                                   | - 1991 Habib Thiam 1998 |
| Prezydent Seszeli                                                  | - 1977 France-Albert René 2004 |
| Prezydent Sierra Leone                                             | - 1992 Valentine Strasser 1996 |
| Prezydent Singapuru                                                | - 1993 Ong Teng Cheong 1999 |
| Premier Singapuru                                                  | - 1990 Goh Chok Tong 2004 |
| Prezydent Słowacji                                                 | - 1993 Michal Kováč 1998 |
| Premier Słowacji                                                   | - 1992 Vladimír Mečiar 1994 - 1994 Jozef Moravčík 1994 - 1994 Vladimír Mečiar 1998                                                    |
| Prezydent Słowenii                                                 | - 1991 Milan Kučan 2002 |
| Premier Słowenii                                                   | - 1992 Janez Drnovšek 2000 |
| Prezydent Somalii                                                  | - 1991 Ali Mahdi Mohamed 1997 |
| Prezydent Sri Lanki                                                | - 1993 Dingiri Banda Wijetunge 1994 - 1994 Chandrika Kumaratunga 2005                                                                 |
| Premier Sri Lanki                                                  | - 1993 Ranil Wickremesinghe 1994 - 1994 Chandrika Kumaratunga 1994 - 1994 Sirimavo Bandaranaike 2000                                  |
| Król Suazi                                                         | - 1986 Ntombi (współpanująca) 2018 - 1986 Mswati III 2018                                                                             |
| Premier Suazi                                                      | - 1993 Jameson Mbilini Dlamini 1996                                                                                                   |
| Prezydent Sudanu                                                   | - 1989 Umar al-Baszir 2019 |
| Prezydent Surinamu                                                 | - 1991 Ronald Venetiaan 1996 |
| Prezydent Syrii                                                    | - 1971 Hafiz al-Asad 2000 |
| Premier Syrii                                                      | - 1987 Mahmud az-Zubi 2000 |
| Prezydent Szwajcarii                                               | - 1994 Otto Stich 1994 |
| Król Szwecji                                                       | - 1973 Karol XVI Gustaw |
| Premier Szwecji                                                    | - 1991 Carl Bildt 1994 - 1994 Ingvar Carlsson 1996                                                                                    |
| Prezydent Tadżykistanu                                             | - 1994 Emomali Rahmon |
| Przewodniczący Rady Najwyższej Tadżykistanu                        | - 1992 Emomali Rahmon 1994 |
| Premier Tadżykistanu                                               | - 1993 Abdudżalil Samadow 1994 - 1994 Dżamszed Karimow 1996                                                                           |
| Król Tajlandii                                                     | - 1946 Bhumibol Adulyadej 2016 |
| Premier Tajlandii                                                  | - 1992 Chuan Leekpai 1995 |
| Prezydent Tajwanu                                                  | - 1988 Lee Teng-hui 2000 |
| Prezydent Tanzanii                                                 | - 1985 Ali Hassan Mwinyi 1995 |
| Premier Tanzanii                                                   | - 1990 John Malecela 1994 - 1994 Cleopa Msuya 1995                                                                                    |
| Prezydent Togo                                                     | - 1967 Gnassingbé Eyadéma 2005 |
| Premier Togo                                                       | - 1991 Joseph Kokou Koffigoh 1994 - 1994 Edem Kodjo 1996                                                                              |
| Król Tonga                                                         | - 1965 Taufaʻahau Tupou IV 2006 |
| Premier Tonga                                                      | - 1991 Siaʻosi Tuʻihala Alipate Tupou 2000                                                                                            |
| Prezydent Trynidadu i Tobago                                       | - 1987 Noor Hassanali 1997 |
| Premier Trynidadu i Tobago                                         | - 1991 Patrick Manning 1995 |
| Prezydent Tunezji                                                  | - 1987 Zajn al-Abidin ibn Ali 2011 |
| Premier Tunezji                                                    | - 1989 Hamid al-Karawi 1999 |
| Prezydent Turcji                                                   | - 1993 Süleyman Demirel 2000 |
| Premier Turcji                                                     | - 1993 Tansu Çiller 1996 |
| Prezydent Turkmenistanu                                            | - 1991 Saparmyrat Nyýazow 2006 |
| Prezydent Ugandy                                                   | - 1986 Yoweri Museveni |
| Premier Ugandy                                                     | - 1991 George Cosmas Adyebo 1994 - 1994 Kintu Musoke 1999                                                                             |
| Prezydent Ukrainy                                                  | - 1991 Łeonid Krawczuk 1994 - 1994 Łeonid Kuczma 2005                                                                                 |
| Premier Ukrainy                                                    | - 1993 Juchym Zwiahilski 1994 - 1994 Witalij Masoł 1995                                                                               |
| Prezydent Urugwaju                                                 | - 1990 Luis Alberto Lacalle 1995 |
| Prezydent USA                                                      | - 1993 Bill Clinton 2001 |
| Prezydent Uzbekistanu                                              | - 1991 Islom Karimov 2016 |
| Premier Uzbekistanu                                                | - 1992 Abdulxashim Mutalov 1995 |
| Prezydent Vanuatu                                                  | - 1989 Frederick Karlomuana Timakata 1994 - 1994 Alfred Maseng (p.o.) 1994 - 1994 Jean Marie Leye Lenelgau 1999                       |
| Premier Vanuatu                                                    | - 1991 Maxime Carlot Korman 1995 |
| Prezydent Wenezueli                                                | - 1993 Ramón José Velásquez 1994 - 1994 Rafael Caldera 1999                                                                           |
| Prezydent Węgier                                                   | - 1990 Árpád Göncz 2000 |
| Premier Węgier                                                     | - 1993 Péter Boross 1994 - 1994 Gyula Horn 1998                                                                                       |
| Monarcha Wielkiej Brytanii                                         | - 1952 Elżbieta II 2022 |
| Premier Wielkiej Brytanii                                          | - 1990 John Major 1997 |
| Prezydent Wietnamu                                                 | - 1992 Lê Đức Anh 1997 |
| Premier Wietnamu                                                   | - 1991 Võ Văn Kiệt 1997 |
| Prezydent Włoch                                                    | - 1992 Oscar Luigi Scalfaro 1999 |
| Premier Włoch                                                      | - 1993 Carlo Azeglio Ciampi 1994 - 1994 Silvio Berlusconi 1995                                                                        |
| Prezydent WKS                                                      | - 1993 Henri Konan Bédié 1999 |
| Premier WKS                                                        | - 1993 Daniel Kablan Duncan 1999 |
| Prezydent Wysp Marshalla                                           | - 1986 Amata Kabua 1996 |
| Prezydent Wysp Świętego Tomasza i Książęcej                        | - 1991 Miguel Trovoada 1995 |
| Prezydent Zambii                                                   | - 1991 Frederick Chiluba 2002 |
| Prezydent Zairu                                                    | - 1971 Mobutu Sese Seko 1997 |
| Prezydent Zimbabwe                                                 | - 1987 Robert Mugabe 2017 |
| Premier Zimbabwe                                                   | - 1987 urząd zniesiony 2009 |
| Prezydent ZEA                                                      | - 1971 Zajid ibn Sultan Al Nahajjan 2004                                                                                              |
| Premier ZEA                                                        | - 1990 Maktum ibn Raszid al-Maktum 2006                                                                                               |

Rok 1994 / MCMXCIV
stulecia: XIX wiek ~
XX wiek ~
XXI wiek

dziesięciolecia:
1960–1969 •
1970–1979 •
1980–1989 •
1990–1999
• 2000–2009
• 2010–2019
• 2020–2029

lata: 1984 «
1989 «
1990 «
1991 «
1992 «
1993 «
1994
» 1995
» 1996
» 1997
» 1998
» 1999
» 2004

## Wydarzenia w Polsce
- 1 stycznia:
  - utworzono oddział TVP w Bydgoszczy.
  - Bieżuń, Działoszyn, Kamieńsk, Pilica, Torzym i Wąchock odzyskały prawa miejskie[1].
- 2 stycznia – odbył się II Finał Wielkiej Orkiestry Świątecznej Pomocy.
- 4 stycznia – premiera filmu Straszny sen Dzidziusia Górkiewicza.
- 7 stycznia – prof. Zbigniew Religa został przewodniczącym Bezpartyjnego Bloku Wspierania Reform.
- 19 stycznia – spłonął Teatr Polski we Wrocławiu.
- 25 stycznia – akcje Banku Śląskiego po raz pierwszy notowane na warszawskiej Giełdzie Papierów Wartościowych; cena transakcyjna była 13,5 razy wyższa od ceny emisyjnej; wybuchł skandal.
- 27 stycznia – Polsat otrzymał koncesję na ogólnopolską telewizję komercyjną.
- 3 lutego – zakończono produkcję samochodu dostawczego Nysa.
- 4 lutego – Sejm uchwalił ustawę o prawie autorskim i prawach pokrewnych.
- 12 lutego – weszła w życie umowa o stowarzyszeniu Polski ze Wspólnotami Europejskimi.
- 17 lutego:
  - otwarto Planetarium im. Władysława Dziewulskiego w Toruniu.
  - premiera filmu Jańcio Wodnik w reżyserii Jana Jakuba Kolskiego.
- 25 lutego – Starzyny: w wyniku zderzenia pociągów pasażerskich zginęła jedna osoba, a 7 zostało rannych.
- 4 marca – polska premiera filmu Lista Schindlera.
- 10 marca – utworzono Uniwersytet Opolski.
- 25 marca – Sejm uchwalił ustawę zmieniającą ustrój m.st. Warszawy – powstała gmina Warszawa-Centrum podzielona na 7 dzielnic oraz 10 gmin obrzeżnych.
- 5 kwietnia – premiera filmu Psy 2. Ostatnia krew.
- 8 kwietnia – Rząd RP złożył formalny wniosek o przyjęcie Polski do Unii Europejskiej.
- 11 kwietnia – na Giełdzie Papierów Wartościowych miał miejsce „czarny poniedziałek”.
- 22 kwietnia – Rada Miasta Krakowa nadała Piotrowi Skrzyneckiemu honorowe obywatelstwo.
- 23 kwietnia – z połączenia Unii Demokratycznej i Kongresu Liberalno-Demokratycznego powstała Unia Wolności.
- 26 kwietnia – Polska i Litwa podpisały układ o przyjaznych stosunkach i dobrosąsiedzkiej współpracy.
- 30 kwietnia – debiut Polski na festiwalu Eurowizji w Dublinie. Polskę reprezentowała Edyta Górniak z piosenką To nie ja, zajmując 2. miejsce.
- Maj – ogłoszenie upadłości Zakładów Celulozowo-Papierniczych im. Juliana Marchlewskiego we Włocławku, przyczyną była zmiana ustroju politycznego.
- 2 maja – katastrofa drogowa autobusu PKS niedaleko Gdańska Kokoszek, w jej wyniku zginęły 32 osoby.
- 3 maja – premiera filmu Zawrócony.
- 5 maja:
  - otwarto Muzeum Archidiecezjalne w Krakowie.
  - przedstawiciel władz ukraińskich przekazał stronie polskiej tzw. Ukraińską Listę Katyńską.
- 7 maja – premiery filmów Komedia małżeńska i Śmierć jak kromka chleba.
- 13 maja – Sejm RP przyjął ustawę o stosunku Państwa do Kościoła Ewangelicko-Augsburskiego.
- 27 maja – polska premiera filmu Trzy kolory. Czerwony w reżyserii Krzysztofa Kieślowskiego.
- 1 czerwca – pierwszy raz zebrał się Sejm Dzieci i Młodzieży.
- 3 czerwca – Telewizja Polska wyemitowała pierwszy odcinek teleturnieju Jeden z dziesięciu.
- 5 czerwca – założono Krajową Partię Emerytów i Rencistów.
- 14 czerwca – założono klub hokejowy ŁKH Łódź.
- 19 czerwca – wybory do rad gmin („wybory samorządowe”); frekwencja 33,8 proc.
- 24 czerwca – Sejm RP przyjął ustawę o własności lokali.
- 1 lipca – Drobin i Osiek odzyskały prawa miejskie[2].
- 3 lipca – na antenie TVP1 ukazało się premierowe wydanie programu rozrywkowego Śmiechu warte.
- 6 lipca – prezydent USA Bill Clinton rozpoczął dwudniową wizytę w Polsce.
- 7 lipca – uchwalono ustawę Prawo budowlane.
- 21 lipca – utworzono Sulejowski Park Krajobrazowy.
- 24 lipca – na zamku w Golubiu-Dobrzyniu zakończył się osiemnasty Międzynarodowy Turniej Rycerski. Główne trofeum turnieju „Złoty Miecz” zdobył Włoch Angelo Magniani z Arezzo. Drużynowo również zwyciężyli Włosi.
- 27 lipca – w Babich Dołach utworzono Brygadę Lotnictwa Marynarki Wojennej (pierwszym dowódcą został kmdr dypl. pil. Zbigniew Smolarek).
- 11 sierpnia – 4 osoby zginęły w katastrofie śmigłowca TOPR w Dolinie Olczyskiej.
- 19 sierpnia – została przyjęta Ustawa o ochronie zdrowia psychicznego.
- 25 sierpnia – pod Piasecznem spadł meteoryt Baszkówka.
- 26 sierpnia – utworzono Euroregion Tatry.
- 31 sierpnia – zamknięto wszystkie oddziały największej w Polsce Fabryki Celulozy i Papiernictwa.
- 1 września – na dworcu PKS w Krakowie został pozostawiony nieuzbrojony ładunek wybuchowy. Terrorysta, nazywający siebie „Gumisiem” zażądał 500 tysięcy marek okupu, grożąc podłożeniem ładunków bez ostrzeżenia.
- 5 września – w Polsce wyemitowano pierwszy odcinek Mody na sukces.
- 17 września – na antenie TVP2 wyemitowano premierowe wydanie Familiady.
- 21 września – emisję zakończyły 4 regionalne kanały Polonii 1 i warszawski Top Canal.
- 29 września – uchwalono Ustawę o rachunkowości.
- 30 września – „obiad drawski”, czyli spotkanie kadry dowódczej WP z prezydentem Lechem Wałęsą w Drawsku Pomorskim, w wyniku którego Sejm zarzucił prezydentowi działania „naruszające zasadę apolityczności wojska”.
- 3 października – Rada Ministrów podjęła decyzję o wysłaniu kontyngentu wojskowego na Haiti.
- 10 października – Giełda Papierów Wartościowych w Warszawie została przyjęta do Światowej Federacji Giełd.
- 11 października – w trakcie promocji swej książki we Wrocławiu gen. Wojciech Jaruzelski został uderzony kamieniem w głowę.
- 13 października – Wodzisław Śląski: powstała lokalna rozgłośnia Radio 90 FM.
- 26 października – Karolina Lanckorońska ofiarowała 37 obrazów ze swoich zbiorów Zamkowi Królewskiemu w Warszawie, wśród nich dwa dzieła Rembrandta. Przekazała także wiele obrazów i rysunków Zamkowi na Wawelu, Bibliotece Jagiellońskiej, Muzeum Uniwersytetu Jagiellońskiego, Muzeum Narodowemu w Warszawie, Muzeum Wojska Polskiego w Warszawie.
- 1 listopada – premier Rosji Wiktor Czernomyrdin odwołał wizytę w Polsce, uzasadniając to incydentem z rosyjskimi podróżnymi na Dworcu Centralnym w Warszawie.
- 6 listopada – została utworzona Liga Halowa Piłki Nożnej Pięcioosobowej.
- 21 listopada – denominacja złotego: na konferencji prasowej w NBP odbyła się oficjalna prezentacja nowych wzorów monet i banknotów.
- 24 listopada:
  - w wyniku podpalenia w trakcie koncertu Golden Life spłonęła hala stoczni w Gdańsku, 7 osób zginęło, a kilkaset zostało poparzonych.
  - Rada Ministrów wydała rozporządzenie o utworzeniu Magurskiego Parku Narodowego.
  - w swoim gabinecie został zastrzelony dyrektor KWK „Staszic” w Katowicach.
- 30 listopada – w Krakowie otwarto Centrum Sztuki i Techniki Japońskiej Manggha.
- 9 grudnia – na stacji w Bednarach (województwo łódzkie) pociąg osobowy najechał na tył pociągu towarowego; zginęła 1 osoba, a 66 zostało rannych.
- 14 grudnia – utworzono Bankowy Fundusz Gwarancyjny.
- 31 grudnia:
  - Bodzentyn, Imielin, Krasnobród, Lubniewice, Miasteczko Śląskie, Nowy Wiśnicz i Pszów otrzymały prawa miejskie[3][4].
  - utworzono gminy[4]: 
    - w województwie warszawskim: Izabelin,
    - w województwie katowickim: Chełm Śląski, Imielin, Marklowice, Miasteczko Śląskie, Pszów,
    - w województwie kieleckim: Łączna, Skarżysko Kościelne,
    - w województwie konińskim: Powidz,
    - w województwie krośnieńskim: Krościenko Wyżne,
    - w województwie nowosądeckim: Kościelisko, Poronin, Rytro, Zakopane.

  - zniesiono gminę Tatrzańską[4].
  - zmieniono nazwę gminy Silnowo na Borne Sulinowo[4].

## Wydarzenia na świecie
- 1 stycznia:
  - Grecja objęła prezydencję w Radzie Unii Europejskiej.
  - weszło w życie porozumienie NAFTA, w efekcie w meksykańskim stanie Chiapas wybuchło krwawe powstanie.
  - Zapatystowska Armia Wyzwolenia Narodowego rozpoczyna powstanie w Chiapas.
- 3 stycznia – 125 osób zginęło w katastrofie rosyjskiego Tu-154 w Irkucku.
- 4 stycznia – Litwa złożyła wniosek o przyjęcie do NATO.
- 6 stycznia:
  - w Detroit amerykańska łyżwiarka figurowa Nancy Kerrigan została zraniona metalowym prętem w kolano przez osobnika wynajętego przez jej rywalkę z reprezentacji olimpijskiej, Tonyę Harding.
  - w Nowym Orleanie zaginęła 23-letnia prezenterka telewizyjna Ylenia Carrisi, córka Rominy Power i Al Bano Carrisiego.
- 10 stycznia – podczas szczytu NATO w Brukseli został przyjęty program Partnerstwo dla Pokoju.
- 12 stycznia – prezydent USA Bill Clinton spotkał się w Pradze z prezydentami Czech, Polski, Słowacji i Węgier.
- 14 stycznia – USA, Rosja i Ukraina zawarły porozumienie w sprawie likwidacji dawnej sowieckiej broni atomowej na Ukrainie.
- 17 stycznia – trzęsienie ziemi w Northride (zespół miejski Los Angeles) w USA – zginęły 72 osoby, 8700 zostało rannych.
- 18 stycznia – Silvio Berlusconi założył ugrupowanie Forza Italia.
- 25 stycznia – wystrzelono amerykańską sondę księżycową Clementine.
- 26 stycznia – Rada Najwyższa Białorusi odwołała Stanisława Szuszkiewicza z funkcji przewodniczącego parlamentu i głowy państwa.
- 28 stycznia:
  - Mieczysłau Hryb został przewodniczącym Rady Najwyższej Białorusi.
  - trzech włoskich dziennikarzy z telewizji RAI zginęło w wyniku ostrzału Mostaru przez bośniackich Chorwatów.
- 29 stycznia – Abd al-Madżid al-Ka’ud został premierem Libii.
- 31 stycznia:
  - Liamine Zéroual został prezydentem Algierii.
  - spłonął Gran Teatre del Liceu w Barcelonie.
- 3 lutego:
  - Stany Zjednoczone zniosły embargo handlowe na Wietnam.
  - Siergiej Krikalow jako pierwszy Rosjanin wziął udział w misji amerykańskiego wahadłowca (Discovery).
  - w ukraińskim Suchodilśku doszło do wzięcia zakładników.
- 4 lutego:
  - wojna w Bośni: 9 osób zginęło, a 18 zostało rannych w wyniku ostrzału moździerzowego kolejki stojącej po pomoc żywnościową w oblężonym przez Serbów Sarajewie.
  - Ibrahim Boubacar Keita został premierem Mali.
  - wystartowała pierwsza czeska komercyjna stacja telewizyjna TV Nova.
- 5 lutego:
  - wojna w Bośni: 68 osób zginęło, ponad 200 zostało rannych na rynku w Sarajewie w eksplozji pocisku moździerzowego, wystrzelonego przez oblegające miasto wojska serbskie.
  - Cyprien Ntaryamira został prezydentem Burundi.
- 10 lutego – powstała Brazylijska Agencja Kosmiczna.
- 12 lutego:
  - w norweskim Lillehammer rozpoczęły się XVII Zimowe Igrzyska Olimpijskie.
  - z Galerii Narodowej w Oslo skradziono ekspresjonistyczny obraz Krzyk autorstwa Edvarda Muncha.
- 14 lutego – stracony został Andriej Czikatiło, seryjny morderca i kanibal.
- 15 lutego:
  - w Moskwie podpisano układ regulujący stosunki Republiki Tatarstanu z Federacją Rosyjską.
  - dokonano oblotu lekkiego śmigłowca wielozadaniowego Eurocopter EC135.
- 21 lutego:
  - w Stanach Zjednoczonych za współpracę z radzieckim/rosyjskim (KGB/SWR) wywiadem aresztowano Aldricha Amesa, funkcjonariusza Centralnej Agencji Wywiadowczej – CIA.
  - w zakładach w Georgetown w stanie Kentucky rozpoczęto produkcję samochodu osobowego Toyota Avalon.
  - została zatwierdzona oficjalnie granica białorusko-łotewska.
- 23 lutego:
  - Bośniaccy Chorwaci zawarli rozejm z rządem Bośni i Hercegowiny.
  - rosyjska Duma Państwowa uchwaliła amnestię dla uczestników puczów w sierpniu 1991 i październiku 1993 roku.
- 24 lutego – rząd syryjski przyznał wizy wyjazdowe wszystkim pozostałym w kraju Żydom (około 1000 osób).
- 25 lutego – żydowski osadnik Baruch Goldstein otworzył ogień do modlących się w Grocie Praojców w Hebronie Palestyńczyków, zabijając 29 osób i raniąc ponad 100. Po obezwładnieniu został zlinczowany przez tłum.
- 26 lutego – prezydent Boris Jelcyn ułaskawił swoich politycznych przeciwników aresztowanych po kryzysie konstytucyjnym w październiku 1993.
- 27 lutego – 10 osób zginęło, a 60 zostało rannych w zamachu bombowym na kościół maronitów w libańskim mieście Dżunija.
- 28 lutego – wojna w Bośni: Incydent nad Banja Luką – 4 serbskie samoloty bojowe zostały zestrzelone w strefie zakazu lotów nad Bośnią. Była to pierwsza w historii akcja militarna NATO.
- 1 marca:
  - Martti Ahtisaari został prezydentem Finlandii.
  - Gruzja została formalnym członkiem Wspólnoty Niepodległych Państw.
  - amerykańska grupa Nirvana dała swój ostatni koncert.
- 2 marca – Jean Marie Leye Lenelgau został prezydentem Vanuatu.
- 4 marca – rozpoczęła się misja STS-62 wahadłowca Columbia.
- 6 marca – w narodowym referendum Mołdawianie odrzucili propozycję ewentualnego zjednoczenia z Rumunią.
- 9 marca:
  - Lester Bird został premierem Antigui i Barbudy.
  - premiera komedii filmowej Cztery wesela i pogrzeb.
- 11 marca:
  - Klub Londyński zredukował 13 miliardów dolarów polskiego długu z czasów Edwarda Gierka.
  - Eduardo Frei został prezydentem Chile.
- 14 marca – pierwsze stabilne wydanie jądra Linux (wersja 1.0).
- 15 marca – Rada Najwyższa Białorusi uchwaliła nową konstytucję.
- 16 marca – Jozef Moravčík został premierem Słowacji.
- 17 marca:
  - Icchak Rabin jako pierwszy premier Izraela został przyjęty na audiencji przez Jana Pawła II.
  - Fin Toni Nieminen na skoczni w Planicy po raz pierwszy przekroczył granicę 200 m.
- 18 marca – w Waszyngtonie podpisano porozumienie między Bośniakami i bośniackimi Chorwatami.
- 19 marca – 14 osób zginęło, 42 zostały ranne w wybuchu bomby w metrze w Baku.
- 21 marca – odbyła się 66. ceremonia wręczenia Oscarów.
- 23 marca:
  - kandydat rządzącej Partii Rewolucyjno-Instytucjonalnej na prezydenta Meksyku Luis Colosio został zamordowany w Tijuanie przez 23-letniego Mario Aburto Martíneza.
  - 75 osób zginęło w katastrofie rosyjskiego Airbusa A310 na Syberii.
- 25 marca:
  - niemieccy neonaziści podpalili synagogę w Lubece. Był to pierwszy taki incydent od czasu zakończenia II wojny światowej.
  - po 16 miesiącach ostatni żołnierze amerykańscy opuścili Somalię.
- 27 marca:
  - Komunistyczna Partia Ukrainy wygrała przedterminowe wybory parlamentarne.
  - Prawicowa koalicja wygrała wybory parlamentarne we Włoszech.
  - dokonano oblotu samolotu wielozadaniowego Eurofighter Typhoon.
- 28 marca:
  - podpisano umowę o wydzierżawieniu przez Rosję na 20 lat kosmodromu Bajkonur w Kazachstanie.
  - co najmniej 19 osób zginęło w Johannesburgu w Południowej Afryce w starciach między zwolennikami Afrykańskiego Kongresu Narodowego i zuluskiej Partii Wolności Inkatha.
- 29 marca:
  - Serbowie i Chorwaci podpisali zawieszenie broni.
  - został zawarty kompromis z Janiny, dotyczący sposobu głosowania w Radzie Unii Europejskiej po rozszerzeniu Unii w 1995 roku.
- 30 marca:
  - weszła w życie konstytucja Białorusi.
  - w Sarajewie uchwalono konstytucję federacji chorwacko-muzułmańskiej w Bośni.
- 6 kwietnia:
  - w katastrofie lotniczej zginęli Juvénal Habyarimana, prezydent Ruandy, i Cyprien Ntaryamira, prezydent Burundi.
  - w Rwandzie rozpoczęła się krwawa wojna domowa między plemionami Hutu i Tutsi.
  - 5 osób zginęło w wybuchu samochodu-pułapki w izraelskiej Afuli.
- 7 kwietnia:
  - Ludobójstwo w Rwandzie: rozpoczęły się masowe mordy ludności z plemienia Tutsi w stolicy kraju Kigali. Pochodząca z plemienia Hutu umiarkowana premier i p.o. prezydenta Agathe Uwilingiyimana została brutalnie zamordowana wraz z mężem przez Gwardię Prezydencką.
  - pracownik transportowego przedsiębiorstwa lotniczego FedEx Auburn Calloway, który miał zostać zwolniony za oszustwo w swoim CV, zaatakował po starcie z Memphis w stanie Tennessee załogę lotu 705, aby po doprowadzeniu do katastrofy zapewnić odszkodowanie swej rodzinie. Po długotrwałej krwawej walce został obezwładniony, a ciężko ranni piloci sprowadzili samolot bezpiecznie na ziemię.
- 8 kwietnia – otwarto most przyjaźni tajsko-laotańskiej na Mekongu.
- 9 kwietnia – rozpoczęła się misja STS-59 wahadłowca Endeavour.
- 14 kwietnia – 29 żołnierzy i cywilów zginęło w północnym Iraku wskutek omyłkowego ostrzelania dwóch własnych helikopterów UH-60 Black Hawk, przez amerykańskie myśliwce F-15.
- 15 kwietnia – w marokańskim Marrakeszu podpisano porozumienie o utworzeniu Światowej Organizacji Handlu (WTO).
- 18 kwietnia – Jan Paweł II utworzył węgierski ordynariat wojskowy.
- 20 kwietnia – wszedł w życie układ taszkencki o zbiorowym bezpieczeństwie niektórych państw WNP.
- 26 kwietnia:
  - w Wilnie podczas spotkania prezydentów Lecha Wałęsy i Algirdasa Brazauskasa podpisano polsko-litewski Traktat o przyjaznych stosunkach i dobrosąsiedzkiej współpracy.
  - rozpoczęły się dwudniowe, pierwsze wielorasowe wybory parlamentarne w Południowej Afryce.
  - Tuanku Jaafar został królem Malezji.
  - Komaki, Japonia: 264 osoby zginęły w katastrofie tajwańskiego Airbusa A300.
- 27 kwietnia:
  - odbyły się pierwsze wielorasowe wybory parlamentarne w Południowej Afryce. Zwyciężył Afrykański Kongres Narodowy Nelsona Mandeli, uzyskując 62,65% głosów.
  - w swym rodzinnym mieście Yorba Linda w Kalifornii został pochowany były prezydent USA Richard Nixon.
- 28 kwietnia:
  - Tsutomu Hata został premierem Japonii.
  - papież Jan Paweł II upadł w łazience doznając złamania kości udowej.
- 29 kwietnia:
  - ogłoszono bankructwo światowego potentata branży komputerowej – Commodore International.
  - Chiny i Mongolia zawarły traktat o przyjaznych stosunkach i współpracy.
- 29 kwietnia–1 maja – tragiczny Grand Prix San Marino Formuły 1, znany też jako „Czarny Weekend”.
- 30 kwietnia:
  - austriacki kierowca F1 Roland Ratzenberger zginął w wypadku na torze Imola podczas kwalifikacji przed wyścigiem o Grand Prix San Marino.
  - utwór To nie ja w wykonaniu Edyty Górniak zajął drugie miejsce podczas Konkursu Piosenki Eurowizji w Dublinie.
- 1 maja – podczas wyścigu o Grand Prix San Marino na torze Imola zginął Brazylijczyk Ayrton Senna.
- 4 maja – premier Izraela Icchak Rabin i przewodniczący Organizacji Wyzwolenia Palestyny Jasir Arafat podpisali w Kairze porozumienie o autonomii Strefy Gazy i Jerycha.
- 5 maja – w rodzinnym São Paulo został pochowany tragicznie zmarły brazylijski kierowca F1 Ayrton Senna.
- 6 maja – otwarto Eurotunel o długości 50 km pomiędzy Anglią a Francją. Budowa trwała 7 lat i zaangażowane w nią było ponad 15 tysięcy osób.
- 10 maja – Nelson Mandela został pierwszym czarnoskórym prezydentem Południowej Afryki.
- 12 maja:
  - Armenia i Azerbejdżan podpisały rozejm w konflikcie o Górski Karabach.
  - premiera dramatu psychologicznego Trzy kolory. Czerwony w reżyserii Krzysztofa Kieślowskiego.
- 14 maja – Bakili Muluzi wygrał pierwsze demokratyczne wybory prezydenckie w Malawi.
- 20 maja – premiera westernu Maverick w reżyserii Richarda Donnera.
- 21 maja – premiera filmu Spaleni słońcem w reżyserii Nikity Michałkowa.
- 23 maja – 270 pielgrzymów zostało zadeptanych w meczecie w Mekce, po wybuchu paniki w trakcie obrzędu ukamienowania szatana.
- 24 maja – 4 sprawców pierwszego zamachu terrorystycznego na World Trade Center w Nowym Jorku zostało skazanych na kary po 240 lat pozbawienia wolności.
- 25 maja – Abd al-Latif al-Filali został premierem Maroka.
- 27 maja – Aleksandr Sołżenicyn powrócił do Rosji.
- 30 maja – w Chorwacji kuna zastąpiła dinara chorwackiego.
- 1 czerwca – wyspy w Cieśninie Torresa otrzymały autonomię w ramach australijskiego stanu Queensland.
- 2 czerwca – 29 osób zginęło w katastrofie wojskowego śmigłowca w Szkocji.
- 4 czerwca – w Hengelo, Etiopczyk Haile Gebrselassie ustanowił rekord świata w biegu na 5000 m wynikiem 12:56,96 s.
- 6 czerwca:
  - 160 osób zginęło w katastrofie należącego do China Northwest Airlines samolotu Tu-154M w okolicach chińskiego miasta Xi’an.
  - trzęsienie ziemi o sile 6,4 stopnia w skali Richtera doprowadziło do zejścia lawiny i laharu ze zbocza wulkanu Nevado del Huila w południowo-zachodniej Kolumbii, w wyniku czego w dolinie rzeki Paez zginęło około 1100 osób.
- 10 czerwca – premiera filmu sensacyjnego Niebezpieczna prędkość w reżyserii Jana de Bonta.
- 12 czerwca – dokonano oblotu Boeinga 777.
- 15 czerwca:
  - Izrael i Watykan nawiązały pełne stosunki dyplomatyczne.
  - premiera filmu animowanego Król lew.
- 16 czerwca – Witalij Masoł został premierem Ukrainy.
- 17 czerwca:
  - kalifornijska policja aresztowała po pościgu samochodowym O.J. Simpsona, podejrzanego o zabójstwo byłej żony i jej kochanka.
  - w USA rozpoczęły się XV Mistrzostwa Świata w Piłce Nożnej.
- 18 czerwca – terroryści z Oddziałów Ochotników Ulsteru (UVF) otworzyli ogień do klientów pubu w Loughinisland w Irlandii Północnej, zabijając 6 i raniąc 5 osób.
- 20 czerwca – 26 osób zginęło w zamachu bombowym na Sanktuarium Imama Rezy w irańskim Meszhedzie.
- 23 czerwca:
  - na Białorusi odbyła się I tura pierwszych i jedynych dotąd wolnych wyborów prezydenckich. Do II tury przeszli: Alaksandr Łukaszenka (44,8%) i Wiaczasłau Kiebicz (17,3%).
  - rozpoczęła się francuska interwencja wojskowa we Rwandzie.
  - dokonano oblotu samolotu pasażersko-towarowego An-38.
- 24 czerwca:
  - podpisano porozumienie o współpracy i partnerstwie między Rosją a Unią Europejską.
  - USA: 4 osoby zginęły w katastrofie bombowca B-52 w bazie Fairchild.
- 26 czerwca – odbyła się I tura wyborów prezydenckich na Ukrainie. Do II tury przeszli: urzędujący prezydent Łeonid Krawczuk i Łeonid Kuczma.
- 27 czerwca – w ataku gazowym przeprowadzonym przez sektę Aum Shinrikyō w japońskim mieście Matsumoto zginęło 6 osób, kilkaset zostało okaleczonych.
- 1 lipca:
  - Niemcy objęły prezydencję w Radzie Unii Europejskiej.
  - Jasir Arafat powrócił do Strefy Gazy po 27 latach spędzonych na wygnaniu.
  - 80 osób zginęło w katastrofie samolotu Fokker F28 w Mauretanii.
  - real brazylijski został po 52 latach ponownie walutą narodową Brazylii.
- 2 lipca – Andrés Escobar, kolumbijski piłkarz, po powrocie do ojczyzny z Mistrzostw Świata 1994, na których strzelił samobójczego gola, został zamordowany przez fanatycznego kibica.
- 6 lipca:
  - premiera filmu Forrest Gump.
  - w Lozannie, Amerykanin Leroy Burrell ustanowił rekord świata w biegu na 100 m wynikiem 9,85 s.
- 10 lipca:
  - Alaksandr Łukaszenka został prezydentem Białorusi.
  - premier Łeonid Kuczma pokonał urzędującego prezydenta Łeonida Krawczuka w drugiej turze wyborów prezydenckich na Ukrainie.
- 12 lipca – kotka Tabitha zgubiła się w czeluściach luku bagażowego Jumbo Jeta. Zanim się odnalazła, przelatała ponad 50 tys. km, odwiedzając m.in. Nowy Jork, Los Angeles, Miami i San Juan.
- 16 lipca – Jowisz został trafiony fragmentem komety Shoemaker-Levy 9.
- 17 lipca:
  - minister obrony Niemiec Volker Rühe powiedział, że Polska może zostać przyjęta do NATO nawet wtedy, gdy będzie temu przeciwna Rosja.
  - reprezentacja Brazylii w piłce nożnej zdobyła po raz czwarty mistrzostwo świata pokonując w finale rozgrywanym w Los Angeles reprezentację Włoch.
- 18 lipca:
  - Rada Bezpieczeństwa ONZ podjęła decyzję o przedłużeniu sankcji nałożonych na Irak w sierpniu 1990.
  - w Buenos Aires wyładowana materiałem wybuchowym furgonetka staranowała siedmiopiętrowy budynek i wybuchła. Zginęło 85 osób, a ponad 200 zostało rannych. O zamach podejrzewano terrorystów irańskich.
  - Rosanna Della Corte, 62-letnia Włoszka, urodziła zdrowego syna imieniem Riccardo. Była poddana sztucznemu zapłodnieniu spermą swego 63-letniego męża, Mauro, w klinice dr. Severina Antinori w Rzymie. W reakcji na to wydarzenie i po encyklice papieskiej Evangelium Vitae wprowadzono we włoskim prawie liczne zakazy, uniemożliwiające dalsze stosowanie podobnych procedur.
- 19 lipca:
  - Łeonid Kuczma został prezydentem Ukrainy.
  - Pasteur Bizimungu został prezydentem Rwandy.
- 20 lipca – Alaksandr Łukaszenka rozpoczął urzędować jako prezydent Białorusi.
- 21 lipca – Tony Blair został przywódcą brytyjskiej Partii Pracy (trzy lata później, po klęsce torysów, na 10 lat stanął na czele rządu).
- 22 lipca – w wyniku bezkrwawego przewrotu wojskowego w Gambii został obalony prezydent Dawda Jawara. Nowym prezydentem został płk Yahya Jammeh.
- 24 lipca – Hiszpan Miguel Indurain po raz czwarty z rzędu wygrał najbardziej prestiżowy wyścig kolarski zawodowców – Tour de France. Organizatorzy wypłacili uczestnikom 11,4 mln franków tytułem nagród i premii.
- 31 lipca – Ukrainiec Serhij Bubka ustanowił w Sestriere rekord świata na otwartym stadionie w skoku o tyczce (6,14 m).
- 8 sierpnia – otwarto pierwsze izraelsko-jordańskie przejście graniczne.
- 10 sierpnia – na lotnisku w Monachium niemiecka służba wywiadowcza BND zatrzymała wracającego z Moskwy Kolumbijczyka, przy którym znaleziono 363 gramy plutonu. Akcja okazała się prowokacją samego wywiadu, przeprowadzoną w celu udowodnienia nieszczelności rosyjskich arsenałów atomowych.
- 12 sierpnia – rozpoczął się festiwal Woodstock'94.
- 14 sierpnia – międzynarodowy terrorysta Ilich Ramírez Sánchez, znany jako „Carlos” i „Szakal”, został aresztowany w sudańskim Chartumie przez francuskich agentów i przewieziony do Paryża.
- 18 sierpnia – w Algierii doszło do trzęsienia ziemi, w wyniku którego zginęło 171 osób.
- 21 sierpnia – Ernesto Zedillo wygrał wybory prezydenckie w Meksyku.
- 22 sierpnia – Wim Kok został premierem Holandii.
- 23 sierpnia:
  - Jeff Buckley wydał swoją jedyną studyjną płytę „Grace”, która później okazała się jednym z ważniejszych albumów lat 90.
  - w garażu jachtowym na szkockiej wyspie Jura Bill Drummond i Jimmy Cauty z grupy muzycznej KLF spalili banknoty w kwocie miliona funtów szterlingów, rejestrując zdarzenie na godzinnym filmie.
- 26 sierpnia – premiera filmu Urodzeni mordercy.
- 28 sierpnia – pierwszy pochód homoseksualistów w Japonii.
- 30 sierpnia – ukazał się debiutancki album grupy Oasis Definitely Maybe.
- 31 sierpnia:
  - po 49 latach Armia Rosyjska opuściła terytorium Niemiec.
  - Irlandzka Armia Republikańska ogłosiła zawieszenie broni.
- 8 września:
  - ostatni żołnierze amerykańscy, francuscy i brytyjscy opuścili Berlin.
  - podczas podchodzenia do lądowania w Pittsburghu (Pensylwania) rozbił się Boeing 737 linii US Airways. Zginęły 132 osoby.
- 10 września – Jan Paweł II rozpoczął wizytę w Chorwacji.
- 18 września – wybuch wulkanu Tavurvur, na należącej do Papui-Nowej Gwinei wyspie Nowa Brytania, spowodował całkowite zasypanie popiołem miasta Rabaul, które odbudowano w innym miejscu.
- 19 września:
  - wojska amerykańskie wylądowały na Haiti w celu nadzorowania przekazania władzy przez juntę legalnie wybranemu prezydentowi Jeanowi-Bertandowi Aristide.
  - odbyła się premiera serialu Ostry dyżur w telewizji NBC.
- 20 września – weszło w życie zawieszenie broni w czasie wojny domowej w Tadżykistanie.
- 22 września:
  - w katastrofie kolejowej w Angoli zginęło 350 osób.
  - odbyła się premiera serialu Przyjaciele w telewizji NBC.
- 27/28 września – katastrofa promu MS Estonia na morzu Bałtyckim, podczas której śmierć poniosło 852 osoby.
- 1 października:
  - powstało World Wide Web Consortium, organizacja ustanawiająca standardy tworzenia stron www. Jego twórcą był Tim Berners-Lee.
  - Palau uzyskało niepodległość od USA.
- 5 października – 48 członków sekty Zakon Świątyni Słońca w Szwajcarii i 5 w Kanadzie popełniło zbiorowe samobójstwo.
- 12 października:
  - w ramach projektu Spacewatch odkryto planetoidę (9885) Linux.
  - w katastrofie samolotu Fokker F28 w środkowym Iranie zginęło 66 osób.
- 14 października – odbyła się premiera filmu Pulp Fiction w reżyserii Quentina Tarantino.
- 16 października – Finowie w referendum opowiedzieli się za przystąpieniem kraju do UE.
- 17 października – belgijski minister spraw zagranicznych Willy Claes został sekretarzem generalnym NATO.
- 19 października – w Izraelu na ulicy Dizengoff (Tel Awiw) w autobusie nr 5 należący do Hamasu zamachowiec samobójca odpalił 20-kilową bombę. Zginęło 19 Izraelczyków i jeden obywatel Holandii.
- 21 października – Seul: 32 osoby zginęły w wyniku zawalenia mostu Seongsu.
- 26 października – Jordania podpisała układ pokojowy z Izraelem.
- 29 października – Raúl González Blanco w wieku 17 lat i 4 miesięcy zadebiutował w barwach Realu Madryt w spotkaniu wyjazdowym z Realem Saragossa.
- 31 października:
  - utworzono Park Narodowy Doliny Śmierci.
  - 68 osób zginęło w katastrofie samolotu ATR 72 w stanie Indiana.
- 5 listopada – były prezydent Ronald Reagan poinformował w liście do narodu, że zdiagnozowano u niego chorobę Alzheimera.
- 6 listopada – Emomali Rahmon wygrał wybory prezydenckie w Tadżykistanie.
- 9 listopada – odkryto pierwiastek chemiczny darmsztadt.
- 11 listopada – premiera filmu Wywiad z wampirem.
- 12 listopada – Chandrika Kumaratunga została zaprzysiężona na stanowisku prezydenta Sri Lanki.
- 13 listopada – w referendum Szwedzi zadecydowali o przystąpieniu do Unii Europejskiej.
- 14 listopada – rozpoczęła się regularna komunikacja Eurotunelem.
- 22 listopada – gorące gazy z wulkanu Merapi na Jawie zabiły 27 osób.
- 23 listopada – co najmniej 111 osób zostało stratowanych w wyniku wybuchu paniki po ataku policji na demonstrantów w mieście Nagpur w środkowych Indiach.
- 26 listopada:
  - na swoim szóstym konsystorzu Jan Paweł II mianował 30 nowych kardynałów.
  - nieudany szturm Groznego, przeprowadzony siłami antydudajewowskiej opozycji przy nieoficjalnym wsparciu jednostek armii rosyjskiej.
- 27–28 listopada – Norwegowie po raz drugi odrzucili w referendum możliwość przystąpienia do UE.
- 28 listopada – UE i Mołdawia podpisały układ o partnerstwie i współpracy.
- 30 listopada – raper Tupac Shakur został postrzelony i obrabowany.
- 2 grudnia – w wyniku pożaru zatonął MS Achille Lauro.
- 3 grudnia – premiera systemu Sony PlayStation w Japonii.
- 8 grudnia – odkryto pierwiastek chemiczny roentgen.
- 11 grudnia:
  - I wojna czeczeńska: wojska rosyjskie wkroczyły do Czeczenii.
  - bomba wniesiona na pokład filipińskiego Boeinga 747 przez terrorystę Ramzi Yousefa eksplodowała podczas ostatniej fazy lotu do Tokio, zabijając jednego pasażera oraz uszkadzając systemy sterowania. Piloci zdołali wylądować awaryjnie na Okinawie.
- 13 grudnia:
  - na Słowacji utworzono trzeci rząd Vladimíra Mečiara.
  - w Casablance rozpoczął się 7. zjazd Organizacji Konferencji Islamskiej.
- 15 grudnia – Palau zostało członkiem ONZ.
- 18 grudnia – opozycyjna postkomunistyczna Bułgarska Partia Socjalistyczna Żana Widenowa wygrała zdecydowanie wybory parlamentarne.
- 20 grudnia – nagła dewaluacja peso wywołała kryzys walutowy w Meksyku.
- 24 grudnia – 4 algierscy terroryści porwali Airbusa linii Air France, odbywającego rejs z Paryża do Algieru.
- 26 grudnia:
  - jednostka antyterrorystyczna GIGN odbiła na lotnisku w Marsylii uprowadzonego przez algierskich terrorystów Airbusa linii Air France.
  - zakończyła się wojna domowa w Dżibuti.
- 28 grudnia – szef CIA Robert James Woolsey podał się do dymisji po aresztowaniu pracownika agencji i rosyjskiego szpiega Aldricha Amesa.
- 29 grudnia – w katastrofie Boeinga 737 we wschodniej Turcji zginęło 57 osób.
- 30 grudnia – 102 osoby zginęły w wyniku runięcia do przepaści pociągu ekspresowego na linii Mandalaj-Myitkyina (Birma).
- 31 grudnia – I wojna czeczeńska: wojska rosyjskie rozpoczęły szturm stolicy Czeczenii Groznego.
- Brian Molko i Stefan Olsdal założyli zespół Placebo.

## Urodzili się
- 1 stycznia:
  - Emilie Hegh Arntzen, norweska piłkarka ręczna
  - Benjamin Cavet, francuski narciarz dowolny
  - Mariusz Kozarzewski, polski motoparalotniarz (zm. 2017)
  - David Morgan, australijski pływak
  - Abrar Osman, erytrejski lekkoatleta, długodystansowiec
  - Issiaga Sylla, gwinejski piłkarz
- 2 stycznia:
  - Nemanja Nenadić, serbski koszykarz
  - Magdalena Dzikowicz, polska siatkarka
  - Valentina Giacinti, włoska piłkarka
  - Lucie Herbočková, czeska siatkarka
  - Natalja Małyszewa, rosyjska zapaśniczka
  - Adam Masina, włoski piłkarz pochodzenia marokańskiego
  - Gonzalo Melero, hiszpański piłkarz
  - Žiga Štern, słoweński siatkarz
- 3 stycznia:
  - Frankie Adams, nowozelandzka aktorka
  - Danny Bejarano, boliwijski piłkarz
  - Artur Haurus, białoruski hokeista
  - Isaquias Queiroz, brazylijski kajakarz
  - Aleksandra Wójcik, polska siatkarka
- 4 stycznia:
  - Viktor Axelsen, duński badmintonista
  - Liam Broady, brytyjski tenisista
  - Thomas Dähne, niemiecki piłkarz, bramkarz
  - Paulina Głaz, polska siatkarka
- 5 stycznia:
  - Claudiu Bumba, rumuński piłkarz
  - Zemgus Girgensons, łotewski hokeista
  - Jonquel Jones, bahamska koszykarka
  - Padmini Rout, indyjska szachistka
- 6 stycznia:
  - Martyna Buliżańska, polska poetka
  - Uładzisłau Kawalou, białoruski szachista
  - Denis Suárez, hiszpański piłkarz
  - Salih Uçan, turecki piłkarz
- 7 stycznia – Kamila Urzędowska, polska aktorka
- 8 stycznia:
  - Riza Durmisi, duński piłkarz pochodzenia albańskiego
  - Władysław Koreniuk, ukraiński koszykarz
  - Glenn Robinson III, amerykański koszykarz
  - Patrycja Wyciszkiewicz, polska lekkoatletka, sprinterka
  - Wiktor Zacharow, ukraiński hokeista
- 10 stycznia:
  - Mohammed Aman, etiopski lekkoatleta, średniodystansowiec
  - Maddie Bowman, amerykańska narciarka dowolna
  - Maciej Gębala, polski piłkarz ręczny
  - Lasza Gobadze, gruziński zapaśnik
  - Faith Kipyegon, kenijska lekkoatletka, biegaczka długodystansowa
  - Aleksandr Łoktajew, rosyjski żużlowiec
  - Jonas Omlin, szwajcarski piłkarz
  - Tim Payne, nowozelandzki piłkarz
  - John Jairo Ruiz, kostarykański piłkarz
- 11 stycznia:
  - Élisabeth Fedele, francuska siatkarka pochodzenia gabońskiego
  - Desirae Krawczyk, amerykańska tenisistka pochodzenia polskiego
  - José Guilherme de Toledo, brazylijski piłkarz ręczny
- 13 stycznia:
  - Vasilije Micić, serbski koszykarz
  - Anass Achahbar, holenderski piłkarz pochodzenia marokańskiego
  - Małgorzata Curyło, polska lekkoatletka, sprinterka
  - Agata Forkasiewicz, polska lekkoatletka, sprinterka
  - Nika Kaczarawa, gruziński piłkarz
  - Tom Lawrence, walijski piłkarz
  - Yūma Nakayama, japoński aktor, piosenkarz
  - Jereem Richards, trynidadzko-tobagijski lekkoatleta, sprinter
- 14 stycznia:
  - Muktar Edris, etiopski lekkoatleta, długodystansowiec
  - Katarzyna Jankowska, polska lekkoatletka, biegaczka średnio- i długodystansowa
  - Ross Murdoch, brytyjski pływak
- 15 stycznia:
  - Rafidine Abdullah, komoryjski piłkarz
  - Eric Dier, angielski piłkarz
  - Monika Jagaciak, polska modelka
  - George King, amerykański koszykarz
  - Urszula Łętocha, polska biegaczka narciarska
  - Aleks Pihler, słoweński piłkarz
  - Erick Pulgar, chilijski piłkarz
- 17 stycznia:
  - Ana-Marija Begić, chorwacka koszykarka
  - Francisco Flores, meksykański piłkarz
  - Aerial Powers, amerykańska koszykarka
- 18 stycznia:
  - Ahn Seung-gyun, południowokoreański aktor i model
  - Iłona Kremień, białoruska tenisistka
  - Iljas Kurkajew, rosyjski siatkarz
  - Miles Scotson, australijski kolarz torowy i szosowy
- 19 stycznia – Semra Özer, turecka siatkarka
- 21 stycznia:
  - Anna-Lena Freese, niemiecka lekkoatletka, sprinterka
  - Laura Robson, brytyjska tenisistka
  - Katarzyna Rusin, polska snowboardzistka
  - Booboo Stewart, amerykański aktor, piosenkarz
- 22 stycznia – Adrianna Chlebicka, polska aktorka
- 23 stycznia:
  - Artur Czaja, polski żużlowiec
  - Jekatierina Łarionowa, kazachska zapaśniczka
  - Addison Russell, amerykański baseballista
  - Delvin Skenderovic, luksemburski piłkarz
  - Jan Świtkowski, polski pływak
  - Chan Vathanaka, kambodżański piłkarz
- 24 stycznia:
  - Martin Frey, niemiecki kolarz górski
  - Thomas Hoban, irlandzki piłkarz
  - Juanpi, wenezuelski piłkarz
  - Daniel-André Tande, norweski skoczek narciarski
  - Alicja Walczak, polska siatkarka
- 25 stycznia:
  - Korneliusz Banach, polski siatkarz
  - Dominika Bielecka, polska biathlonistka
- 26 stycznia:
  - Mikayıl Əliyev, azerski zawodnik taekwondo
  - Ligia Grozav, rumuńska lekkoatletka, skoczkini wzwyż
  - Montrezl Harrell, amerykański koszykarz
  - Joseph Quinn, brytyjski aktor
- 28 stycznia:
  - Joel Bolomboy, ukraiński koszykarz pochodzenia kongijsko-rosyjskiego
  - Maluma, kolumbijski piosenkarz, autor tekstów, projektant mody
  - Suela Mëhilli, albańska narciarka alpejska
  - Kelly Rasmussen, duńska pływaczka
  - Junior Sornoza, ekwadorski piłkarz
  - Zhu Lin, chińska tenisistka
- 31 stycznia:
  - Deonte Burton, amerykański koszykarz
  - Dominik Kohr, niemiecki piłkarz
  - Silke Lippok, niemiecka pływaczka
  - Jameel Warney, amerykański koszykarz
- 1 lutego:
  - Anna-Lena Friedsam, niemiecka tenisistka
  - Luke Saville, australijski tenisista
  - Harry Styles, brytyjski wokalista, autor tekstów, członek zespołu One Direction, aktor
  - Talisca, brazylijski piłkarz
  - Joanna Tomala, polska strzelczyni sportowa
- 2 lutego:
  - Dilara Bağcı, turecka siatkarka
  - Caterina Bosetti, włoska siatkarka
  - Antonius Cleveland, amerykański koszykarz
  - Elseid Hysaj, albański piłkarz
  - Borja López, hiszpański piłkarz
  - Aleksandra Mirosław, polska wspinaczka sportowa
  - Tessa van Schagen, holenderska lekkoatletka, sprinterka
- 3 lutego:
  - Jordan Ikoko, kongijski piłkarz
  - Jewgienij Klimow, rosyjski kombinator norweski, skoczek narciarski
  - Malaika Mihambo, niemiecka lekkoatletka, skoczkini w dal pochodzenia zanzibarskiego
  - Rougned Odor, wenezuelski baseballista
- 4 lutego:
  - Miguel Ángel López, kolumbijski kolarz szosowy
  - Carlos Julio Martínez, dominikański piłkarz
  - Tanaporn Polrueng, tajska siatkarka
  - Alexia Putellas, hiszpańska piłkarka
- 5 lutego:
  - Li Xuanxu, chińska pływaczka
  - Liván Osoria, kubański siatkarz
  - Alexis Prince, amerykańska koszykarka
  - Zheng Saisai, chińska tenisistka
- 6 lutego:
  - Gracyenne Alves, brazylijska zapaśniczka
  - Ezequiel Ávila, argentyński piłkarz
  - Aldrich Bailey, amerykański lekkoatleta, sprinter
  - Paweł Genda, polski piłkarz ręczny
  - Charlie Heaton, brytyjski aktor
  - Christopher Latham, brytyjski kolarz torowy i szosowy
  - Serhij Nykyforow, ukraiński lekkoatleta, skoczek w dal
  - Serhij Reheda, ukraiński lekkoatleta, młociarz
  - Davy Roef, belgijski piłkarz, bramkarz
  - Ewelina Tobiasz, polska siatkarka
  - Daniel Torres, brazylijski zawodnik mieszanych sztuk walki
  - Aly Yirango, malijski piłkarz, bramkarz
- 7 lutego:
  - Nina Christen, szwajcarska strzelczyni sportowa
  - Kimmer Coppejans, belgijski tenisista
  - Alexandra Longová, słowacka łuczniczka
  - Rui Dantas, portugalski piłkarz, bramkarz
  - Alessandro Schöpf, austriacki piłkarz
  - Przemysław Stępień, polski siatkarz
  - Brittney Sykes, amerykańska koszykarka
- 8 lutego:
  - Mateusz Biskup, polski wioślarz
  - Marina Buczelnikowa, rosyjska lekkoatletka, skoczkini w dal
  - Hakan Çalhanoğlu, turecki piłkarz
  - Sonia Lniany, polska judoczka
  - Aghwan Papikian, ormiański piłkarz
  - Nikki Yanofsky, kanadyjska piosenkarka
  - Ángel Zaldívar, meksykański piłkarz
- 9 lutego – Tyler Cavanaugh, amerykański koszykarz
- 10 lutego:
  - Cristina Chirichella, włoska siatkarka
  - Denis Iguma, ugandyjski piłkarz
  - Makenzie Vega, amerykańska aktorka
- 14 lutego:
  - Paul Butcher, amerykański aktor, piosenkarz
  - Allie Grant, amerykańska aktorka
  - Terence Kongolo, holenderski piłkarz pochodzenia kongijskiego
  - Rodney Purvis, amerykański koszykarz
- 16 lutego:
  - Annika Beck, niemiecka tenisistka
  - Federico Bernardeschi, włoski piłkarz
  - Matthew Knight, kanadyjski aktor
  - Ava Max, amerykańska piosenkarka pochodzenia albańskiego
- 17 lutego:
  - Justine Bruno, francuska pływaczka
  - Malvina Chrząszcz, polska szachistka
  - Kyle Ebecilio, holenderski piłkarz
  - Eri Hozumi, japońska tenisistka
  - Jarosław Jach, polski piłkarz
  - Marjolein Lindemans, belgijska lekkoatletka, wieloboistka
  - Yusleidys Mendieta, kubańska lekkoatletka, wieloboistka
  - Darien Nelson-Henry, amerykański koszykarz
  - Shin Jae-hwi, południowokoreański aktor
- 18 lutego:
  - Pascal Gregor, duński piłkarz
  - J-Hope, południowokoreański raper, producent muzyczny, tancerz, członek zespołu BTS
  - John Lundstram, angielski piłkarz
  - Urszula Łoś, polska kolarka torowa
  - Ulrik Munther, szwedzki piosenkarz, autor tekstów, aktor
  - Paul Zipser, niemiecki koszykarz
- 19 lutego:
  - Vladimir Cupara, serbski piłkarz ręczny, bramkarz
  - Maryna Gąsienica-Daniel, polska narciarka alpejska
  - Nikita Markowski, rosyjski hokeista
  - Laura Oprea, rumuńska wioślarka
  - Mathilde Amivi Petitjean, togijska biegaczka narciarska
  - Michal Ranko, słowacki piłkarz
  - Alan Uryga, polski piłkarz
  - Brett Walsh, kanadyjski siatkarz
- 20 lutego:
  - Stephanie Brunner, austriacka narciarka alpejska
  - Elseid Hysaj, albański piłkarz
  - Kateryna Kozłowa, ukraińska tenisistka
- 21 lutego:
  - Artem Filimonow, ukraiński piłkarz
  - Shane Firus, kanadyjski łyżwiarz figurowy
  - Tang Haochen, chińska tenisistka
  - Anna Illés, węgierska piłkarka wodna
  - Charalambos Mawrias, grecki piłkarz
  - Idriss Mhirsi, tunezyjski piłkarz
- 22 lutego:
  - Ricardo Delgado, luksemburski piłkarz pochodzenia portugalskiego
  - Michaił Karnauchau, białoruski hokeista
  - Elfrid Payton, amerykański koszykarz
  - Karolina Szymańska, polska siatkarka
  - Robert Ndip Tambe, kameruński piłkarz
- 23 lutego:
  - Sabina Ddumba, szwedzka piosenkarka pochodzenia ugandyjskiego
  - Dakota Fanning, amerykańska aktorka, modelka
  - Marta Gałuszewska, polska piosenkarka
  - Brian Lozano, urugwajski piłkarz
  - Bruce Musakanya, zambijski piłkarz
  - Lucas Pouille, francuski tenisista
- 24 lutego:
  - Thomas Boudat, francuski kolarz torowy i szosowy
  - Ryan Fraser, szkocki piłkarz
  - Jessica Pegula, amerykańska tenisistka
  - Amir Rrahmani, kosowsko-albański piłkarz
  - Nick Yallouris, australijski kolarz szosowy i torowy
- 25 lutego:
  - Nick Spires, szwedzki koszykarz, posiadający także brytyjskie obywatelstwo
  - Meri Arabidze, gruzińska szachistka
  - Eugenie Bouchard, kanadyjska tenisistka
  - Fred VanVleet, amerykański koszykarz
- 27 lutego:
  - Bartosz Filipiak, polski siatkarz
  - Hou Yifan, chińska szachistka
  - Mike Matheson, kanadyjski hokeista
  - Andraž Šporar, słoweński piłkarz
- 28 lutego:
  - Stella Akakpo, francuska lekkoatletka, sprinterka pochodzenia togijskiego
  - Jake Bugg, brytyjski piosenkarz, gitarzysta, autor tekstów
  - Alex Caruso, amerykański koszykarz
  - Ghailene Chaalali, tunezyjski piłkarz
  - Ibrahima Cissé, belgijski piłkarz pochodzenia gwinejskiego
  - Fedrick Dacres, jamajski lekkoatleta, dyskobol
  - Oscar Dansk, szwedzki hokeista, bramkarz
  - Arkadiusz Milik, polski piłkarz
- 1 marca:
  - Beau Beech, amerykański koszykarz
  - Dawid Babunski, macedoński piłkarz
  - Justin Bieber, kanadyjski piosenkarz, autor tekstów, aktor
  - Yang Jie, chińska siatkarka
- 2 marca – Lazar Marković, serbski piłkarz
- 3 marca:
  - Jonathan Castro, hiszpański piłkarz
  - Filip Garbacz, polski aktor
  - Brittany MacLean, kanadyjska pływaczka
  - Christoffer Mafoumbi, kongijski piłkarz, bramkarz
- 4 marca:
  - Michele Paco Castagna, włoski żużlowiec
  - Clémence Grimal, francuska snowboardzistka
  - Callum Harriott, gujański piłkarz
  - Luisito Pié, dominikański zawodnik taekwondo
- 5 marca:
  - Darja Gawriłowa, rosyjsko-australijska tenisistka
  - Chantal van Landeghem, kanadyjska pływaczka
  - Brigitte Ntiamoah, francuska lekkoatletka, sprinterka
  - Kévin Rodrigues, portugalski piłkarz
- 6 marca:
  - Alicja Dyguś, polska piłkarka
  - Wesley Hoedt, holenderski piłkarz
  - Marko Mamić, chorwacki piłkarz ręczny
  - Nathan Redmond, angielski piłkarz
  - Marcus Smart, amerykański koszykarz
  - Katarzyna Wełna, polska wioślarka
- 7 marca:
  - Chase Kalisz, amerykański pływak
  - Jake Layman, amerykański koszykarz
  - Igor Lichnovsky, chilijski piłkarz pochodzenia austriackiego
  - An-Sophie Mestach, belgijska tenisistka
  - Jordan Pickford, angielski piłkarz, bramkarz
  - Sophie Skelton, brytyjska aktorka
- 8 marca:
  - Roberta Bruni, włoska lekkoatletka, tyczkarka
  - Michael Frazier II, amerykański koszykarz
  - Moriah Jefferson, amerykańska koszykarka
  - Marthe Koala, burkińska lekkoatletka, wieloboistka
  - Martin Kobylański, polski piłkarz
  - Chris Philipps, luksemburski piłkarz
  - Robert Renner, słoweński lekkoatleta, tyczkarz
  - Jasmine Tosky, amerykańska pływaczka
  - Duncan Watmore, angielski piłkarz
  - Aleksander Zniszczoł, polski skoczek narciarski
- 9 marca:
  - Łejla Adżametowa, tatarska paralekkoatletka reprezentująca Ukrainę
  - Isaac Kimeli, belgijski lekkoatleta, średnio- i długodystansowiec pochodzenia kenijskiego
  - Morgan Rielly, kanadyjski hokeista
  - Okay Yokuşlu, turecki piłkarz
- 10 marca:
  - Mohamed Daf, senegalski piłkarz
  - Antonio Milić, chorwacki piłkarz
  - Weronika Szmajdzińska, polska modelka
- 11 marca:
  - Candace Crawford, kanadyjska narciarka alpejska
  - Carlos Mané, portugalski piłkarz
  - Franziska Preuß, niemiecka biathlonistka
  - Andrew Robertson, szkocki piłkarz
- 12 marca:
  - Katie Archibald, brytyjska kolarka torowa
  - Jerami Grant, amerykański koszykarz
  - Christina Grimmie, amerykańska piosenkarka (zm. 2016)
  - Anton Iwanow, rosyjski piłkarz
  - Teodora Pušić, serbska siatkarka
  - Jaren Sina, amerykańsko-kosowski koszykarz
- 13 marca:
  - Gerard Deulofeu, hiszpański piłkarz
  - Yannick Gerhardt, niemiecki piłkarz
  - Emerson Palmieri, brazylijski piłkarz
  - Gabriela Rocha, brazylijska piosenkarka
- 14 marca:
  - Leonardo Bertone, szwajcarski piłkarz
  - Ansel Elgort, amerykański aktor, didżej, producent muzyczny
  - Patrycja Flakus, polska siatkarka
  - Nicholas Goepper, amerykański narciarz dowolny
  - Jonny Gray, szkocki rugbysta
  - Jan Grzeliński, polski koszykarz
  - Michael Lüftner, czeski piłkarz
  - Dayami Sanchez, kubańska siatkarka
  - Eneasz Wiewióra, polski szachista
- 15 marca:
  - Nijel Amos, botswański lekkoatleta, średniodystansowiec
  - Paweł Jasnos, polski koszykarz
  - Courtney Okolo, amerykańska lekkoatletka,sprinterka
- 16 marca:
  - Joel Embiid, kameruński koszykarz
  - Maxime Lagarde, francuski szachista
  - Joanna Helena Szymańska, polska reżyserka filmowa
- 17 marca:
  - Jakub Garbacz, polski koszykarz
  - Hallam Hope, angielski piłkarz
  - Christin Hussong, niemiecka lekkoatletka, oszczepniczka
  - Elisabeth Maier, kanadyjska skeletonistka
  - Soualiho Meïté, francuski koszykarz pochodzenia iworyjskiego
  - Ivan Provedel, włoski piłkarz, bramkarz
  - Terry Rozier, amerykański koszykarz
  - Marcel Sabitzer, austriacki piłkarz
  - Tone Wieten, holenderski wioślarz
  - Damir Żafiarow, rosyjski hokeista
- 18 marca:
  - Kris Dunn, amerykański koszykarz
  - Jossie Graumann, niemiecka lekkoatletka, skoczkini wzwyż
  - Stefanos Kapino, grecki piłkarz, bramkarz
  - Cullen Neal, amerykański koszykarz
- 19 marca:
  - Mathias Møller Nielsen, duński kolarz szosowy i torowy
  - Saad Natiq, iracki piłkarz
  - Desirée Rossit, włoska lekkoatletka, skoczkini wzwyż
- 20 marca:
  - Ivana Tikvić, chorwacka koszykarka
  - Joshua Brenet, holenderski piłkarz
  - Agnieszka Osial, polska kickbokserka
  - Silje Waade, norweska piłkarka ręczna
- 21 marca:
  - Alireza Karimi, irański zapaśnik
  - Alexandra Wester, niemiecka lekkoatletka, skoczkini w dal
  - Dominik Wydra, austriacki piłkarz pochodzenia polskiego
- 22 marca:
  - Jean-Paul Boëtius, holenderski piłkarz
  - Taurean Prince, amerykański koszykarz
  - Douglas Santos, brazylijski piłkarz
  - Alaksandra Sasnowicz, białoruska tenisistka
- 23 marca:
  - Larry Azouni, tunezyjski piłkarz
  - Derlis González, paragwajski piłkarz
  - Jelena Nowik, rosyjska siatkarka
  - Dominika Owczarzak, polska koszykarka
  - Nick Powell, angielski piłkarz
  - Oussama Tannane, marokański piłkarz
- 24 marca:
  - Imam Adżyjew, rosyjski zapaśnik
  - Emma Drobná, słowacka piosenkarka
  - Amy Fearnside, amerykańska zapaśniczka
  - Kristina Gunczewa, bułgarska siatkarka
  - Rami Hamadeh, palestyński piłkarz, bramkarz
  - Mohamed Khasib, omański piłkarz
  - Jekaterina Poleszczuk, rosyjska zapaśniczka
  - Basil Stillhart, szwajcarski piłkarz
- 25 marca:
  - Wołodymyr Herun, ukraiński koszykarz
  - Keven Aleman, kanadyjski piłkarz pochodzenia kostarykańskiego
  - Justine Dufour-Lapointe, kanadyjska narciarka dowolna
  - Armani Moore, amerykański koszykarz
  - Jennifer Warling, luksemburska zawodniczka karate
- 26 marca:
  - Ryan Arcidiacono, włosko-amerykański koszykarz
  - Diana Baciu, mołdawska szachistka
  - Michael Olunga, kenijski piłkarz
  - Alison Van Uytvanck, belgijska tenisistka
  - Jed Wallace, angielski piłkarz
  - Marcela Zacarías, meksykańska tenisistka
- 27 marca:
  - Yoan Cardinale, francuski piłkarz, bramkarz
  - Lucia Mokrášová, słowacka lekkoatletka, wieloboistka
  - Wesley Vázquez, portorykański lekkoatleta, średniodystansowiec
- 28 marca:
  - Marcus Georges-Hunt, amerykański koszykarz
  - Magdalena Gryka, niemiecka siatkarka pochodzenia polskiego
- 29 marca:
  - Channon Thompson, trynidadzko-tobagijska siatkarka
  - Tom Wilson, kanadyjski hokeista
- 30 marca:
  - Peter Jok, południowosudański koszykarz
  - Joanis Papapetru, grecki koszykarz
  - Walentin Christow, azersko-bułgarski sztangista
  - Sam Magri, angielsko-maltański piłkarz
  - Kristijan Malinow, bułgarski piłkarz
  - Aneta Rydz, polska lekkoatletka, skoczkini wzwyż
  - Jetro Willems, holenderski piłkarz pochodzenia antylskiego
- 31 marca:
  - Marco Bueno, meksykański piłkarz
  - Donatas Kazlauskas, litewski piłkarz
  - Dominika Kryszczyńska, polska aktorka
  - Tomas Rousseaux, belgijski siatkarz
  - David Zabolotny, polski hokeista, bramkarz
- 1 kwietnia:
  - Dani Calvo, hiszpański piłkarz
  - Ella Eyre, brytyjska piosenkarka
  - Krystian Nowak, polski piłkarz
  - Geno Petriaszwili, gruziński zapaśnik
  - José Sánchez, ekwadorski zapaśnik
- 2 kwietnia:
  - Stanisław Biela, polski skoczek narciarski, kombinator norweski
  - Alicia Ogoms, kanadyjska siatkarka
  - Pascal Siakam, kameruński koszykarz
  - Joanna Szarawaga, polska piłkarka ręczna
- 3 kwietnia:
  - Feng Bin, chińska lekkoatletka, dyskobolka
  - Josip Radošević, chorwacki piłkarz
  - Srbuk, armeńska piosenkarka
  - Paweł Tarnowski, polski windsurfer, kitesurfer
- 5 kwietnia:
  - Mateusz Bieniek, polski siatkarz
  - Martyna Dąbrowska, polska lekkoatletka, sprinterka
  - Jennifer Geerties, niemiecka siatkarka
  - Thea LaFond, dominicka lekkoatletka, skoczkini wzwyż, w dal i trojskoczkini
  - Edem Rjaïbi, tunezyjski piłkarz
  - Nicolas Tournat, francuski piłkarz ręczny
- 7 kwietnia:
  - Roberto Gagliardini, włoski piłkarz
  - Duckens Nazon, haitański piłkarz
  - Viktorija Rajicic, australijska tenisistka pochodzenia serbskiego
- 8 kwietnia – Dario Šarić, chorwacki koszykarz
- 9 kwietnia:
  - Muna Chalid, egipska szachistka
  - Rosamaria Montibeller, brazylijska siatkarka
  - Brad Smith, australijski piłkarz pochodzenia angielskiego
  - Bladee, szwedzki raper
- 10 kwietnia:
  - Nerlens Noel, amerykański koszykarz pochodzenia haitańskiego
  - Risa Ozaki, japońska tenisistka
- 11 kwietnia:
  - Dajana Bošković, bośniacka siatkarka
  - Dakota Blue Richards, brytyjska aktorka
  - Duncan Laurence, holenderski piosenkarz
- 12 kwietnia:
  - Nikolina Milić, bośniacka koszykarka, posiadająca także serbskie obywatelstwo
  - Eric Bailly, iworyjski piłkarz
  - Julie Bergan, norweska piosenkarka, autorka tekstów
  - Saoirse Ronan, irlandzka aktorka
  - Alissa Söderberg, szwedzka lekkoatletka, tyczkarka
  - Mira Todorowa, bułgarska siatkarka
  - Angelika Węgierska, polska lekkoatletka, płotkarka
- 13 kwietnia:
  - Veton Berisha, norweski piłkarz pochodzenia kosowskiego
  - Ángelo Henríquez, chilijski piłkarz
  - Kahraba, egipski piłkarz
  - Bara’ Marei, jordański piłkarz
  - Elvis Merzļikins, łotewski hokeista, bramkarz
  - Patrycja Noga, polska piłkarka ręczna
  - Ana Sofía Sánchez, meksykańska tenisistka
  - Chloé Trespeuch, francuska snowboardzistka
- 14 kwietnia:
  - Sayed Baqer, bahrajński piłkarz
  - Murushid Juuko, ugandyjski piłkarz
  - Agnieszka Król, polska zapaśniczka,
  - Pauline Ranvier, francuska florecistka
  - Natalia Rok, polska bokserka
  - Skyler Samuels, amerykańska aktorka
- 15 kwietnia:
  - Eleonora Bruno, włoska siatkarka
  - Maja Dahlqvist, szwedzka biegaczka narciarska
  - Melissa Greeff, południowoafrykańska szachistka
  - Pierre Houin, francuski wioślarz
  - Jannik Huth, niemiecki piłkarz, bramkarz
  - Denis Krestinin, litewski koszykarz
  - Shaunae Miller-Uibo, bahamska lekkoatletka, sprinterka
- 17 kwietnia:
  - Amalie Iuel, norweska lekkoatletka, sprinterka
  - Anna Jakubiuk, polska koszykarka
  - Firmin Ndombe Mubele, kongijski piłkarz
  - Dominique Wilson, amerykańska koszykarka
- 18 kwietnia
  - Moises Arias, amerykański aktor
  - Dilara Lokmanhekim, turecka judoczka
- 19 kwietnia:
  - Bria Holmes, amerykańska koszykarka
  - Joanna Jarmołowicz, polska aktorka
  - Benjamin Maier, austriacki bobsleista
  - Paul O’Donovan, irlandzki wioślarz
  - Aleksandra Przesław, polska aktorka
- 20 kwietnia:
  - Ali Kaya, turecki lekkoatleta, długodystansowiec pochodzenia kenijskiego
  - Gladys Kazadi, belgijska polityczka pochodzenia kongijskiego
  - Pawieł Kuliżnikow, rosyjski łyżwiarz szybki
  - Khaddi Sagnia, szwedzka lekkoatletka, skoczkini w dal
  - Jordan Thompson, australijski tenisista
- 21 kwietnia:
  - Jennie Simms, amerykańska koszykarka, posiadająca także izraelskie obywatelstwo
  - Ludwig Augustinsson, szwedzki piłkarz
  - Alexis Austin, amerykańska siatkarka
  - Laura Kurki, fińska pływaczka
  - Yaremi Mendaro, kubańska siatkarka
  - Wang Shiyue, chińska łyżwiarka figurowa
  - Iga Wasilewska, polska siatkarka
  - Mitchell Weiser, niemiecki piłkarz
- 22 kwietnia – Duncan Robinson, amerykański koszykarz
- 23 kwietnia:
  - Ihlas Bebou, togijski piłkarz
  - Sokhna Galle, francuska lekkoatletka, trójskoczkini
  - Tetiana Omelczenko, ukraińska i azerska zapaśniczka
- 24 kwietnia
  - Yui Kamiji, japońska niepełnosprawna tenisistka
  - Łukasz Przybylski, polski łucznik
- 25 kwietnia:
  - Jelena Iljinych, rosyjska łyżwiarka figurowa
  - Omar McLeod, jamajski lekkoatleta, płotkarz
  - Dominika Miłoszewska, polska koszykarka
  - Rim Jong-sim, północnokoreańska zapaśniczka
- 26 kwietnia:
  - Elizabeth Campbell, amerykańska siatkarka
  - Lorenzo Gordinho, południowoafrykański piłkarz pochodzenia portugalskiego
  - Gøran Johannessen, norweski piłkarz ręczny
  - Daniił Kwiat, rosyjski kierowca wyścigowy
  - Zoe Smith, brytyjska sztangistka
  - Odiseas Wlachodimos, grecki piłkarz
- 27 kwietnia
  - Li Yanan, chińska judoczka
  - Yu Miyahara, japońska zapaśniczka
- 28 kwietnia:
  - Alexandra Burghardt, niemiecka lekkoatletka, sprinterka
  - Earvin Morris, amerykański koszykarz
  - Carlotta Moscia, włoska piłkarka
  - Maya Rehberg, niemiecka lekkoatletka, biegaczka długodystansowa
  - Courtney Walker, amerykańska koszykarka
- 29 kwietnia:
  - Stephen Milne, brytyjski pływak
  - Valerie Nichol, amerykańska siatkarka
  - Xavier Rathan-Mayes, kanadyjski koszykarz
  - Christina Shakovets, niemiecka tenisistka
- 30 kwietnia:
  - Olivia Époupa, francuska koszykarka
  - Jakub Mareczko, włoski kolarz szosowy pochodzenia polskiego
  - Luigi Randazzo, włoski siatkarz
  - Morgan Tuck, amerykańska koszykarka
  - Emiliano Velázquez, urugwajski piłkarz
  - Wang Yafan, chińska tenisistka
- 1 maja:
  - Steffy Argelich, hiszpańska modelka i aktorka
  - İlkay Durmuş, turecki piłkarz pochodzenia niemieckiego
  - Lewis Gibson, brytyjski łyżwiarz figurowy
  - Edgar Ié, portugalski piłkarz pochodzenia gwinejskiego
  - Wojciech Siek, polski siatkarz
  - Krisztián Tóth, węgierski judoka
- 3 maja - Jessica Sula, brytyjska aktorka
- 4 maja:
  - Andriej Diesiatnikow, rosyjski koszykarz
  - Paulina Ducruet, członkini monakijskiej rodziny książęcej
  - Alexander Duncan-Thibault, kanadyjski siatkarz
  - Adéla Hanzlíčková, czeska zapaśniczka
- 5 maja:
  - Mattia Caldara, włoski piłkarz
  - Martina Halter, szwajcarska siatkarka
  - Javier Manquillo, hiszpański piłkarz
  - Artiom Okułow, rosyjski sztangista
  - Tavarius Shine, amerykański koszykarz
  - Adam Zreľák, słowacki piłkarz
- 6 maja:
  - Riad Bajić, bośniacki piłkarz
  - Anthony Beane, amerykański koszykarz
  - Barnabás Bese, węgierski piłkarz
  - Sam Dekker, amerykański koszykarz
  - Damyean Dotson, amerykański koszykarz
  - Kevin Friesenbichler, austriacki piłkarz
  - Im Jae-hyuk, południowokoreański aktor
  - Mateo Kovačić, chorwacki piłkarz
  - Jarrion Lawson, amerykański lekkoatleta, skoczek w dal i sprinter
  - Guillermo Maripán, chilijski piłkarz
  - Grace Min, amerykańska tenisistka
  - Michał Moskal, polski polityk, poseł na Sejm RP
- 7 maja – Ilaria Milazzo, włoska koszykarka
- 8 maja:
  - Okan Aydın, turecki piłkarz
  - Alexis Jones, amerykańska koszykarka
  - Ajeé Wilson, amerykańska lekkoatletka, biegaczka średniodystansowa
- 9 maja:
  - Dmytro Chlobas, ukraiński piłkarz
  - Elizabeth Parnov, australijska lekkoatletka, tyczkarka
  - Patrick Twumasi, ghański piłkarz
  - Andreas Wazeos, grecki pływak
- 10 maja:
  - Damonte Dodd, amerykański koszykarz
  - Yūki Itō, japońska skoczkini narciarska
  - Jamar Loza, jamajski piłkarz
  - Femke Pluim, holenderska lekkoatletka, tyczkarka
  - David Stec, austriacki piłkarz
- 11 maja:
  - Hagos Gebrhiwet, etiopski lekkoatleta, długodystansowiec
  - Roberto Insigne, włoski piłkarz
  - Trent O’Dea, australijski siatkarz
  - Szymon Pałka, polski siatkarz
  - Menno Vloon, holenderski lekkoatleta, tyczkarz
  - Courtney Williams, amerykańska koszykarka
- 12 maja – Drew Mikuska, amerykański aktor filmowy i teatralny
- 14 maja:
  - Lidia Augustyniak, polska lekkoatletka, dyskobolka
  - Pernille Blume, duńska pływaczka
  - Bronte Campbell, australijska pływaczka
  - Édison Flores, peruwiański piłkarz
  - Marquinhos, brazylijski piłkarz
  - Dennis Praet, belgijski piłkarz
- 16 maja:
  - Kathinka von Deichmann, liechtensteińska tenisistka
  - Michaił Grigorienko, rosyjski hokeista
  - Bryan Rabello, chilijski piłkarz
- 17 maja:
  - Morolake Akinosun, amerykańska lekkoatletka, sprinterka
  - Sabriye Gönülkırmaz, turecka siatkarka
  - Floida Kërpaçi, albańska polityczka
  - Branislav Niňaj, słowacki piłkarz
  - Jan Nowakowski, polski siatkarz
  - Paulina Stroiwąs, polska siatkarka
- 18 maja:
  - Ada Benjamin, nigeryjska lekkoatletka, sprinterka
  - Clint Capela, szwajcarski koszykarz
- 19 maja:
  - Cristian Benavente, peruwiański piłkarz
  - Gabriela Braga Guimarães, brazylijska siatkarka
  - Simen Juklerød, norweski piłkarz
  - Danger Quintana, kubański siatkarz
  - Méba-Mickaël Zézé, francuski lekkoatleta, sprinter
- 20 maja:
  - Peyton Clark, amerykański aktor, piosenkarz
  - Nataša Kovačević, serbska koszykarka
  - Piotr Zieliński, polski piłkarz
- 21 maja:
  - Krzysztof Biegun, polski skoczek narciarski
  - Tom Daley, brytyjski skoczek do wody
  - Branimir Grozdanow, bułgarski siatkarz
  - Maciej Muzaj, polski siatkarz
  - Jazmin Sawyers, brytyjska lekkoatletka, skoczkini w dal, bobsleistka
- 22 maja:
  - Antoine Brizard, francuski siatkarz
  - Miho Takagi, japońska łyżwiarka szybka
- 23 maja:
  - Dhurgham Ismail, iracki piłkarz
  - Esa Lindell, fiński hokeista
  - Kate Liu, amerykańska pianistka pochodzenia chińskiego
  - Randal Oto’o, gaboński piłkarz
  - Krystal Rivers, amerykańska siatkarka
  - Yun Sung-bin, południowokoreański skeletonista
- 24 maja:
  - Roberto Chen, panamski piłkarz
  - Natalia Gajewska, polska siatkarka
  - Walerian Gwilia, gruziński piłkarz
  - Jarell Martin, amerykański koszykarz
  - Emma McKeon, australijska pływaczka
  - Daiya Seto, japoński pływak
  - Milda Valčiukaitė, litewska wioślarka
- 25 maja:
  - Chanice Porter, jamajska lekkoatletka, skoczkini w dal i wzwyż
  - Alexandra Raisman, amerykańska gimnastyczka
  - Samed Yeşil, niemiecki piłkarz pochodzenia tureckiego
- 26 maja – Miljan Govedarica, bośniacki piłkarz
- 27 maja:
  - Maximilian Arnold, niemiecki piłkarz
  - Shawnacy Barber, kanadyjski lekkoatleta, tyczkarz (zm. 2024)
  - João Cancelo, portugalski piłkarz
  - Guillermo Hernangómez, hiszpański koszykarz
  - Federico Ricci, włoski piłkarz
  - Britt Ruysschaert, belgijska siatkarka
  - Aleksandra Uznańska-Wiśniewska, polska politolog, działaczka społeczna, posłanka na Sejm RP
- 28 maja:
  - Víctor Camarasa, hiszpański piłkarz
  - Cho Seong-jin, południowokoreański pianista
  - Marie Gülich, niemiecka koszykarka
  - Gina López, peruwiańska siatkarka
  - Makoto Ninomiya, japońska tenisistka
  - John Stones, angielski piłkarz
- 29 maja – Johanna Skottheim, szwedzka biathlonistka
- 30 maja – Laurence St-Germain, kanadyjska narciarka alpejska
- 31 maja:
  - Heorhij Buszczan, ukraiński piłkarz
  - Thiago Monteiro, brazylijski tenisista
  - Dariusz Świercz, polski szachista
  - Madison Wilson, australijska pływaczka
- 1 czerwca:
  - Patrick Burgener, szwajcarski snowboardzista
  - Giorgian de Arrascaeta, urugwajski piłkarz pochodzenia włoskiego
  - Joanna Miller, polska motocyklistka motocrossowa
  - Atsu Nyamadi, ghański lekkoatleta, wieloboista
  - Jamie Webb, brytyjski lekkoatleta, średniodystansowiec
- 2 czerwca:
  - Álvaro de Arriba, hiszpański lekkoatleta, średniodystansowiec
  - Franciszek Boberek, polski aktor głosowy
  - Dimitris Konstantinidis, grecki piłkarz
  - Jemma McKenzie-Brown, brytyjska aktorka
- 3 czerwca:
  - Roger Karwiński, polski aktor
  - Ville Pokka, fiński hokeista
  - Anne Winters, amerykańska aktorka
- 4 czerwca:
  - Wilmer Azofeifa, kostarykański piłkarz
  - Sophie Rossard, francuska siatkarka
- 6 czerwca:
  - Marina García, hiszpańska pływaczka
  - Maxence Parrot, kanadyjski snowboardzista
  - Jenny Rissveds, szwedzka kolarka górska i szosowa
- 8 czerwca:
  - Liv Morgan, amerykańska wrestlerka
  - Pawło Padakin, ukraiński hokeista
  - Yu Yangyi, chiński szachista
- 9 czerwca:
  - Viktor Fischer, duński piłkarz
  - Patrycja Kaczor, polska koszykarka
  - Lee Hye-ri, południowokoreańska piosenkarka, aktorka
- 10 czerwca:
  - Megan Clark, amerykańska lekkoatletka, tyczkarka
  - Aleksandra Jaryszkina, rosyjska lekkoatletka, skoczkini wzwyż
  - Deonna Purrazzo, amerykańska wrestlerka pochodzenia włoskiego
  - Tyrone Wallace, amerykański koszykarz
- 11 czerwca:
  - Jessica Fox, australijska kajakarka górska
  - Tomasz Kędziora, polski piłkarz
  - Rangsiya Nisaisom, tajska taekwondzistka
- 15 czerwca:
  - Julia Adamowicz, polska koszykarka
  - Alice Englert, australijska aktorka
  - Lee Kiefer, amerykańska florecistka pochodzenia filipińskiego
  - Kateryna Tabasznyk, ukraińska lekkoatletka, skoczkini wzwyż
  - Stephanie Talbot, australijska koszykarka
- 16 czerwca:
  - Vincent De Haître, kanadyjski łyżwiarz szybki
  - Caitlyn Taylor Love, amerykańska aktorka
  - Dušan Mandić, serbski piłkarz wodny
  - Rezar, albański wrestler, zawodnik MMA
  - Paweł Weichhold, polski szachista
- 17 czerwca:
  - Manuel Arteaga, wenezuelski piłkarz
  - Aleksandr Barabanow, rosyjski hokeista
  - Iryna Kuraczkina, białoruska zapaśniczka
  - Didier Ndong, gaboński piłkarz
- 18 czerwca:
  - Petja Barakowa, bułgarska siatkarka
  - Sean McMahon, australijski rugbysta
  - Magdalena Miller, polska judoczka
  - Justin Tuoyo, amerykański koszykarz
- 19 czerwca:
  - Brittany Elmslie, australijska pływaczka
  - Mallory Franklin, brytyjska kajakarka górska
  - Angelika Slamová, słowacka koszykarka
- 20 czerwca:
  - Zuzanna Bijoch, polska modelka
  - Patrycja Chojnacka, polska piłkarka ręczna
  - Oksana Herhel, ukraińska zapaśniczka
  - Jake Packard, australijski pływak
- 21 czerwca:
  - Başak Eraydın, turecka tenisistka
  - Piotr Krępa, polski piłkarz ręczny
  - Rasmus Kulmala, fiński piłkarz ręczny
  - Benjamin Patch, amerykański siatkarz
  - Mateusz Sordon, polski hokeista
- 22 czerwca:
  - Jordan Mathews, amerykański koszykarz
  - Klaudia Breś, polska strzelczyni sportowa
  - Sébastien Haller, francuski piłkarz
  - Breanna Lewis, amerykańska koszykarka
- 23 czerwca – Małgorzata Zuchora, polska koszykarka
- 24 czerwca:
  - Mitch Evans, nowozelandzki kierowca wyścigowy
  - Ruth Hamblin, kanadyjska koszykarka
  - Erin Moriarty, amerykańska aktorka
  - Przemysław Szymiński, polski piłkarz
  - Matt Turner, amerykański piłkarz
- 25 czerwca:
  - Jegor KReeD, rosyjski raper, piosenkarz
  - Lauren Price, walijska bokserka
- 27 czerwca:
  - Joanna Bemowska, polska lekkoatletka, chodziarka
  - Mitchell Hope, australijski aktor, model
  - Brice Johnson, amerykański koszykarz
  - Linn Persson, szwedzka biathlonistka
- 28 czerwca:
  - Anastasija Blizniuk, rosyjska gimnastyczka artystyczna
  - Trévor Clévenot, francuski siatkarz
  - Anisz Giri, holenderski szachista pochodzenia rosyjsko-nepalskiego
  - Husajn, jordański książę, następca tronu
- 29 czerwca:
  - Elina Born, estońska piosenkarka
  - Jonathan Cristian Silva, argentyński piłkarz
  - Alysha Newman, kanadyjska lekkoatletka, tyczkarka
- 30 czerwca:
  - Jonathan Bolingi, kongijski piłkarz
  - Jonatan Straus, polski piłkarz
  - Katarina Vučković, serbska koszykarka
  - Kwon Chang-hoon, południowokoreański piłkarz
- 1 lipca:
  - Charles Cooke, amerykański koszykarz
  - Montserrat González, paragwajska tenisistka
  - Tamirłan Kozubajew, kirgiski piłkarz
  - Chloé Paquet, francuska tenisistka
  - Jüri Pootsmann, estoński piosenkarz
- 2 lipca:
  - Mortadha Ben Ouanes, tunezyjski piłkarz
  - Henrik Kristoffersen, norweski narciarz alpejski
  - Baba Rahman, ghański piłkarz
  - Derrick White, amerykański koszykarz
  - Żabson, polski raper
- 4 lipca:
  - Agnete, norweska piosenkarka
  - Assol, ukraińska piosenkarka, kompozytorka, autorka tekstów, aktorka
  - DeAndre’ Bembry, amerykański koszykarz
  - Anna Borowska, polska judoczka
  - Era Istrefi, kosowska piosenkarka, autorka tekstów
  - Federico Vico, hiszpański piłkarz
- 5 lipca – Şeyma Ercan, turecka siatkarka
- 6 lipca:
  - Scotty James, australijski snowboardzista
  - Camilla Rosso, brytyjska aktorka
  - Rebecca Rosso, brytyjska aktorka
  - Lisa Schut, holenderska szachistka
- 7 lipca:
  - Ružica Džankić, chorwacka koszykarka
  - Schaquilla Nunn, amerykańska koszykarka
  - Nigina Abduraimova, uzbecka tenisistka
  - Ashton Irwin(inne języki), australijski perkusista, członek zespołu 5 Seconds of Summer
  - Kenan Pirić, bośniacki piłkarz
  - Albert Rusnák, słowacki piłkarz
  - Ole Selnæs, norweski piłkarz
- 8 lipca:
  - Jordan Adams, amerykański koszykarz
  - Buse Arıkazan, turecka lekkoatletka, tyczkarka
  - Sofi Flinck, szwedzka lekkoatletka, oszczepniczka
  - Aleksandra Jabłońska, polska judoczka
  - Alejandra Ortega, meksykańska lekkoatletka, chodziarka
  - Ruben Schott, niemiecki siatkarz
  - Martyna Swatowska, polska szpadzistka
- 9 lipca:
  - Luka Đorđević, czarnogórski piłkarz
  - Akiane Kramarik, amerykańska malarka, poetka
  - Rónald Matarrita, kostarykański piłkarz
  - Jordan Mickey, amerykański koszykarz
- 12 lipca:
  - Claire Bouanich, francuska aktorka
  - Samantha Lapszynski, amerykańska koszykarka pochodzenia polskiego
  - Pawieł Sawicki, białoruski piłkarz
- 13 lipca:
  - Elen Levon, australijska piosenkarka
  - Maryja Papowa, białoruska koszykarka
  - Jere Uronen, fiński piłkarz
- 15 lipca:
  - Kelsi Dahlia, amerykańska pływaczka
  - Nastja Kolar, słoweńska tenisistka
  - Anthony Limbombe, belgijski piłkarz pochodzenia kongijskiego
  - Anna Pietrowa, rosyjska lekkoatletka, biegaczka
  - Patryk Stosz, polski kolarz
  - Otto Vergaerde, belgijski kolarz szosowy i torowy
- 16 lipca:
  - Mark Indelicato, amerykański aktor, piosenkarz
  - Shericka Jackson, jamajska lekkoatletka, sprinterka
- 17 lipca:
  - Simona Dimitrowa, bułgarska siatkarka
  - Victor Lindelöf, szwedzki piłkarz
  - Benjamin Mendy, francuski piłkarz pochodzenia senegalskiego
  - Ayrton Preciado, ekwadorski piłkarz
  - Celenia Toribio, dominikańska siatkarka
- 18 lipca:
  - Tabea Dalliard, szwajcarska siatkarka
  - Alexander Morgan, australijski kolarz szosowy i torowy
  - Abbie Myers, australijska tenisistka
  - Alvas Powell, jamajski piłkarz
  - Laura Rizzotto, brazylijska piosenkarka
- 19 lipca:
  - Tobias Löffler, niemiecki skoczek narciarski
  - Marcelina Nowak, polska siatkarka
  - Alex Welsh, amerykański koszykarz
- 20 lipca:
  - Leo Andrić, chorwacki siatkarz
  - Chase Jackson, amerykańska lekkoatletka, kulomiotka
  - Jovana Jovičić, serbska siatkarka
  - Maia Shibutani, amerykańska łyżwiarka figurowa pochodzenia japońskiego
- 21 lipca:
  - Ana Cristina Cazacu, rumuńska siatkarka
  - Anna Pogany, niemiecka siatkarka
- 23 lipca – Walid El Karti, marokański piłkarz
- 24 lipca:
  - Isaiah Hicks, amerykański koszykarz
  - Bronwyn James, brytyjska aktorka
- 25 lipca:
  - Bartosz Bednorz, polski siatkarz
  - Bianka Buša, serbska siatkarka
  - Jokūbas Gintvainis, litewski koszykarz
  - Natalija Kostić, serbska tenisistka
  - Jordan Lukaku, belgijski piłkarz pochodzenia kongijskiego
  - Wojciech Prymlewicz, polski piłkarz ręczny
  - Andriej Wasilewski, rosyjski hokeista, bramkarz
- 26 lipca:
  - Liveta Jasiūnaitė, litewska lekkoatletka, oszczepniczka
  - Olga Michałkiewicz, polska wioślarka
  - Robert Piris, paragwajski piłkarz
- 27 lipca:
  - Süleyman Atlı, turecki zapaśnik
  - Marika Marlicka, polska lekkoatletka, wieloboistka
  - Jaroslav Mihalík, słowacki piłkarz
  - Lukas Spalvis, litewski piłkarz
  - Patricia Maria Țig, rumuńska tenisistka
- 29 lipca:
  - Roberts Lipsbergs, łotewski hokeista
  - Daniele Rugani, włoski piłkarz
  - Jakub Schenk, polski koszykarz
  - Kinga Woźniak, polska koszykarka
- 1 sierpnia:
  - Öldzijsajchany Batdzul, mongolski zapaśnik
  - Domenico Berardi, włoski piłkarz
  - Besir Demiri, macedoński piłkarz pochodzenia albańskiego
  - Sarah Hendrickson, amerykańska skoczkini narciarska
  - Sayaka Hirota, japońska badmintonistka
  - Nick Madray, kanadyjski koszykarz
  - Gonçalo Paciência, portugalski piłkarz
  - Jesse Puts, holenderski pływak
  - Saszan, polska piosenkarka, autorka tekstów
  - Ulrich Wohlgenannt, austriacki skoczek narciarski
- 2 sierpnia:
  - Jacob Collier, brytyjski piosenkarz, kompozytor, autor tekstów, multiinstrumentalista
  - Emil Krafth, szwedzki piłkarz
  - Laura Pigossi, brazylijska tenisistka
  - Ilja Szymanowicz, białoruski pływak
- 3 sierpnia:
  - Conor Morgan, kanadyjski koszykarz, posiadający także irlandzkie obywatelstwo
  - Lina Ǵorčeska, macedońska tenisistka
  - Corentin Tolisso, francuski piłkarz pochodzenia togijskiego
- 4 sierpnia:
  - Madison Bugg, amerykańska siatkarka
  - Mohamed Elyounoussi, norweski piłkarz pochodzenia marokańskiego
  - Lana Pačkovski, chorwacka koszykarka
  - Kristian Pedersen, duński piłkarz
  - Matt Thomas, amerykański koszykarz
  - Blati Touré, burkiński piłkarz
- 6 sierpnia
  - Altancecegijn Batceceg, mongolska zapaśniczka
  - Anthony Durham, amerykański koszykarz
- 7 sierpnia:
  - Jérémy Desplanches, szwajcarski pływak
  - Alexa Gray, kanadyjska siatkarka
  - Milan Havel, czeski piłkarz
  - Sayed Redha Isa, bahrajński piłkarz
  - Kaewkalaya Kamulthala, tajska siatkarka
- 8 sierpnia:
  - Carlos Eduardo Barreto Silva, brazylijski siatkarz
  - Saikhom Mirabai Chanu, indyjska sztangistka
  - Ruth Chepngetich, kenijska lekkoatletka, biegaczka długodystansowa
  - Pascal Dion, kanadyjski łyżwiarz szybki, specjalista short tracku
  - Joris Kayembe, belgijski piłkarz pochodzenia kongijskiego
  - Steve Lawson, togijski piłkarz
  - Chancel Mbemba, kongijski piłkarz
  - Alexa Moreno, meksykańska gimnastyczka
  - Cameron Payne, amerykański koszykarz
  - Bianca Răzor, rumuńska lekkoatletka, sprinterka
  - Kourtney Treffers, holenderska koszykarka
- 9 sierpnia – Jamie Scott, amerykańsko-kanadyjska koszykarka
- 10 sierpnia:
  - Søren Kragh Andersen, duński kolarz szosowy
  - Tomislav Draganja, chorwacki tenisista
  - Kim Song-i, północnokoreańska tenisistka stołowa
  - Brigette Lundy-Paine, amerykańska aktorka
  - Bernardo Silva, portugalski piłkarz
- 11 sierpnia:
  - Artur Abreu, luksemburski piłkarz
  - Aleksandra Langiewicz, polska judoczka
  - Storm Sanders, australijska tenisistka
- 12 sierpnia:
  - Karolina Bruchnicka, polska aktorka
  - Thomas Jordier, francuski lekkoatleta, sprinter
  - Cristian Ramírez, ekwadorski piłkarz
- 13 sierpnia – Storm Sanders, australijska tenisistka
- 14 sierpnia:
  - Elvira T, rosyjska piosenkarka, kompozytorka
  - Erin Fairs, amerykańska siatkarka
  - Alex Ferreira, amerykański narciarz dowolny pochodzenia portugalskiego
- 16 sierpnia:
  - Koray Günter, niemiecki piłkarz pochodzenia tureckiego
  - Jesika Malečková, czeska tenisistka
  - Julian Pollersbeck, niemiecki piłkarz, bramkarz
- 17 sierpnia:
  - Tiemoué Bakayoko, francuski piłkarz pochodzenia iworyjskiego
  - Julie Farseth Berg, norweska lekkoatletka, tyczkarka
  - Taissa Farmiga, amerykańska aktorka
  - Josefina Fernández, argentyńska siatkarka
  - Archie Goodwin, amerykański koszykarz
  - Władimir Maslennikow, rosyjski strzelec sportowy
  - Tahjere McCall, amerykański koszykarz
  - Dai Dai Ntab, holenderski łyżwiarz szybki pochodzenia senegalskiego
  - Desiree Singh, niemiecka lekkoatletka, tyczkarka
- 18 sierpnia:
  - Mohamed Djetei, kameruński piłkarz
  - Nikolina Lukić, serbska siatkarka
  - Madelaine Petsch, amerykańska aktorka
  - Morgan Sanson, francuski piłkarz
- 19 sierpnia:
  - Nafissatou Thiam, belgijska lekkoatletka, wieloboistka pochodzenia senegalskiego
  - Zhang Yuxuan, chińska tenisistka
- 20 sierpnia – Ivana Jakubcová, słowacka koszykarka
- 22 sierpnia:
  - Olli Määttä, fiński hokeista
  - Jakov Mustapić, chorwacki koszykarz
  - Astou Ndour, senegalska koszykarka
- 23 sierpnia:
  - Kristina Topuzović, serbska koszykarka
  - Roberto Bellarosa, belgijski piosenkarz pochodzenia włoskiego
  - Dara Howell, kanadyjska narciarka dowolna
  - Karolina Makul, polska lekkoatletka, dyskobolka i młociarka
  - Victoria Manni, szwajcarska łyżwiarka figurowa pochodzenia włoskiego
  - Shōya Nakajima, japoński piłkarz
  - Jusuf Nurkić, bośniacki koszykarz
  - Carlo Röthlisberger, szwajcarski łyżwiarz figurowy
- 24 sierpnia:
  - Tyler Ennis, kanadyjski koszykarz
  - Bernadett Határ, węgierska koszykarka
  - King Krule, brytyjski piosenkarz, autor tekstów, muzyk, producent muzyczny
  - Kelsey Plum, amerykańska koszykarka
  - Yu-Chien Tseng, tajwański skrzypek
- 25 sierpnia:
  - Paulo Díaz, chorwacki piłkarz
  - Caris LeVert, amerykański koszykarz
  - Lovro Mihić, chorwacki piłkarz ręczny
  - Amber Rolfzen, amerykańska siatkarka
- 27 sierpnia:
  - Ellar Coltrane, amerykański aktor
  - Breanna Stewart, amerykańska koszykarka
  - Domenic Weinstein, niemiecki kolarz torowy i szosowy
- 28 sierpnia:
  - Manon Arcangioli, francuska tenisistka
  - Kahleah Copper, amerykańska koszykarka
  - Uns Dżabir, tunezyjska tenisistka
  - Felix Jaehn, niemiecki didżej, producent muzyczny
  - Junior Malanda, belgijski piłkarz pochodzenia kongijskiego (zm. 2015)
  - Maverick Morgan, amerykański koszykarz
  - Chris Stumpf, luksemburski piłkarz
- 29 sierpnia:
  - Ysaline Bonaventure, belgijska tenisistka
  - Gabriele Detti, włoski pływak
  - Lisa Izquierdo, niemiecka siatkarka
  - Julian Weber, niemiecki lekkoatleta, oszczepnik
- 31 sierpnia:
  - Luiyi de Lucas, dominikański piłkarz
  - Klemens Murańka, polski skoczek narciarski
- 1 września:
  - Muhammad-Ali Abdur-Rahkman, amerykański koszykarz
  - Margarita Gasparian, rosyjska tenisistka
  - Lidiane Lopes, lekkoatletka z Republiki Zielonego Przylądka, sprinterka
  - Tetiana Kit, ukraińska zapaśniczka
  - Haruka Miyashita, japońska siatkarka
  - Bianca Ryan, amerykańska piosenkarka
  - Carlos Sainz Jr., hiszpański kierowca wyścigowy
  - Daryna Zewina, ukraińska pływaczka
  - Shaquille Goodwin, amerykański koszykarz
- 3 września:
  - Jarosław Podlesnych, rosyjski siatkarz
  - Sofia Polcanova, austriacka tenisistka stołowa pochodzenia mołdawskiego
- 4 września:
  - Sabina Sharipova, uzbecka tenisistka
  - Jacob Wiley, amerykański koszykarz
- 6 września:
  - Fat Nick, amerykański raper, autor tekstów
  - Lotta Nevalainen, fińska pływaczka
- 7 września:
  - Elinor Barker, brytyjska kolarka torowa i szosowa
  - Irina Fietisowa, rosyjska siatkarka
  - Demetrius Jackson, amerykański koszykarz
  - Zuzanna Lit, polska aktorka
  - Maren Lundby, norweska skoczkini narciarska
  - Duane Notice, kanadyjski koszykarz
- 9 września:
  - Úber Cuero Muñoz, kubański zapaśnik
  - Tatjana Dmitrijewa, rosyjska siatkarka
  - Ali Faez, iracki piłkarz
  - Ņikita Jevpalovs, łotewski hokeista
  - Gilbert Koomson, ghański piłkarz
  - Jesús Rubio, andorski piłkarz
- 11 września:
  - Jorman Aguilar, panamski piłkarz
  - Joshua Bluhm, niemiecki bobsleista
  - Brian Dawkins, amerykański koszykarz
  - Natalija Krol, ukraińska lekkoatletka, biegaczka średniodystansowa
  - Bekżan Sagynbajew, kirgiski piłkarz
  - Danyło Skrypeć, ukraiński hokeista
  - Teuvo Teräväinen, fiński hokeista
- 12 września:
  - Ish Wainright, amerykański koszykarz, posiadający także ugandyjskie obywatelstwo
  - Mhairi Black, szkocka polityk
  - Deborah Constanzo, dominikańska siatkarka
  - RM, południowokoreański raper, wokalista, autor tekstów, producent muzyczny, członek boysbandu BTS
  - Elina Switolina, ukraińska tenisistka
  - Álvaro Vadillo, hiszpański piłkarz
- 13 września:
  - Lucas Andersen, duński piłkarz
  - Leonor Andrade, portugalska piosenkarka, aktorka
  - Sepp Kuss, amerykański kolarz szosowy
  - Joel Pohjanpalo, fiński piłkarz
  - Anna Schmiedlová, słowacka tenisistka
  - Nick Schultz, australijski kolarz szosowy
  - Alisa Żambałowa, rosyjska biegaczka narciarska
- 14 września – María Sol Calvete, argentyńska siatkarka
- 16 września:
  - Barvinsky, polski producent muzyczny, autor teledysków, grafik
  - Brandi Harvey-Carr, amerykańska koszykarka
  - Tori Jankoska, amerykańska koszykarka pochodzenia polskiego
  - Adam Kowalski, polski siatkarz
  - Anthony Mantha, kanadyjski hokeista
  - Aleksandar Mitrović, serbski piłkarz
  - Mina Popović, serbska siatkarka
  - Nigel Williams-Goss, amerykański koszykarz
- 17 września:
  - Allyson Quevedo, chilijska judoczka
  - Inger Smits, holenderska piłkarka ręczna
  - Denyse Tontz, amerykańska aktorka, piosenkarka, tancerka
  - Taylor Ware, amerykańska piosenkarka country
- 18 września:
  - Sarra Belhocine, algierska siatkarka
  - Hughie Fury, brytyjski bokser
  - Chris-Ann Gordon, jamajska lekkoatletka, sprinterka
  - Elica Jankowa, bułgarska zapaśniczka
- 19 września:
  - Alex Etel, brytyjski aktor
  - Robert Ivanov, fiński piłkarz
- 20 września:
  - Serhij Filimonow, ukraiński działacz społeczny
  - Thomas Henry, francuski piłkarz
  - Polina Lejkina, rosyjska tenisistka
  - Dávid Márkvárt, węgierski piłkarz
  - Stefan Reichmuth, szwajcarski zapaśnik
  - Mohamadou Sumareh, malezyjski piłkarz pochodzenia gambijskiego
- 21 września:
  - Davide Ballerini, włoski kolarz szosowy
  - John Bryant-Meisner, szwedzki kierowca wyścigowy
  - Maé-Bérénice Méité, francuska łyżwiarka figurowa
  - Benjamin Proud, brytyjski pływak
  - Iłona Semkiw, ukraińska zapaśniczka
- 23 września:
  - Wilder Cartagena, peruwiański piłkarz
  - Louisa Lippmann, niemiecka siatkarka
  - Tiffany Mitchell, amerykańska koszykarka
- 24 września:
  - Frederik Holst, duński piłkarz
  - Alexandra Lazic, szwedzka siatkarka
  - Rebecka Lazic, szwedzka siatkarka
  - Budge Manzia, kongijski piłkarz
  - Justyna Śmietanka, polska lekkoatletka, tyczkarka
  - Nicola Tumolero, włoski łyżwiarz szybki
- 25 września – Aleksandra Stanaćev, serbska koszykarka
- 27 września:
  - Natalia Kołnierzak, polska zawodniczka sumo
  - Anya Olsen, amerykańska aktorka pornograficzna
  - Ołeksandr Swatok, ukraiński piłkarz
- 28 września:
  - Bartłomiej Bołądź, polski siatkarz
  - Simon Hald Jensen, duński piłkarz ręczny
  - Kim Tae-yun, południowokoreański łyżwiarz szybki
  - Corinne Suter, szwajcarska narciarka alpejska
- 29 września:
  - Britteny Cox, australijska narciarka dowolna
  - Halsey, amerykański piosenkarka, autorka tekstów
  - Steve Mounié, beniński piłkarz
  - Katarzyna Niewiadoma, polska kolarka szosowa
  - Andy Polo, peruwiański piłkarz
  - Nicholas Galitzine, angielski aktor
- 30 września:
  - Ryan McLaughlin, północnoirlandzki piłkarz
  - Alija Mustafina, rosyjska gimnastyczka pochodzenia tatarskiego
  - Beltain Schmid, włoski kolarz górski
  - Wayne Selden, amerykański koszykarz
  - Mikael Uhre, duński piłkarz
- 1 października:
  - Lisa Fissneider, włoska pływaczka
  - Mahmud Hassan, egipski piłkarz
  - Dejan Meleg, serbski piłkarz
  - Romana Roszak, polska piłkarka ręczna
  - Marta Wieliczko, polska wioślarka
- 2 października – Brendan Meyer, kanadyjski aktor
- 3 października – Nuni Omot, kenijski koszykarz
- 4 października – Ignazio Boschetto, włoski piosenkarz
- 5 października:
  - Leondia Kalenu, cypryjska lekkoatletka, skoczkini wzwyż
  - Maksym Nikitin, ukraiński łyżwiarz figurowy
  - Spencer Sautu, zambijski piłkarz
  - Robert Tworogal, litewski gimnastyk pochodzenia polskiego
- 6 października – Brett Prahl, amerykański koszykarz
- 7 października:
  - Graciela Allende, argentyńska siatkarka
  - Fabio Basile, włoski judoka
  - Jérôme Guihoata, kameruński piłkarz
  - Antonio Luisi, luksemburski piłkarz
  - Mark Ogden, amerykański koszykarz
- 8 października – Winona Oak, szwedzka piosenkarka, autorka tekstów
- 9 października:
  - Nadira Ait Oumghar, algierska siatkarka
  - Christos Donis, grecki piłkarz
  - Jodelle Ferland, kanadyjska aktorka
- 10 października:
  - Sadiq El Fitouri, libijski piłkarz
  - Alessandro Golinucci, sanmaryński piłkarz
  - Magomiedchabib Kadimagomiedow, rosyjski i białoruski zapaśnik
  - Alex Kiprotich, kenijski lekkoatleta, oszczepnik
  - Ilja Michiejew, rosyjski hokeista
  - Kōki Niwa, japoński tenisista stołowy
  - Tereza Smitková, czeska tenisistka
  - Mike Tobey, amerykański koszykarz
- 11 października:
  - Imani McGee-Stafford, amerykańska koszykarka
  - Denys Miroszniczenko, ukraiński piłkarz
  - Jasmit Phulka, kanadyjski zapaśnik
  - Rukchanok Srinork, tajska aktywistka, influencerka i polityczka
  - Kamil Włodyka, polski piłkarz
- 12 października:
  - Satı Burcu, turecka pięściarka
  - Odette Giuffrida, włoska judoczka
  - Sean Monahan, kanadyjski hokeista
  - Cláudia Pascoal, portugalska piosenkarka
  - Valērijs Šabala, łotewski piłkarz
  - Olivia Smoliga, amerykańska pływaczka pochodzenia polskiego
- 13 października:
  - Kübra Akman, turecka siatkarka
  - Jessica Caicedo, kubańska pięściarka
  - Callum Paterson, szkocki piłkarz
  - Karolina Puss, polska koszykarka
  - Yūta Watanabe, japoński koszykarz
- 14 października:
  - Carly DeHoog, amerykańska siatkarka
  - Wallace Fortuna dos Santos, brazylijski piłkarz
  - Sönke Rothenberger, niemiecki jeździec sportowy
- 15 października:
  - Hamza Barry, gambijski piłkarz
- 16 października:
  - Billy Garrett, amerykański koszykarz
  - Alice Oseman, brytyjska pisarka
- 17 października:
  - Diante Baldwin, amerykański koszykarz
  - Sara Doshō, japońska zapaśniczka
  - Agnieszka Kąkolewska, polska siatkarka
  - Bernard Mensah, ghański piłkarz
  - Adam Morawski, polski piłkarz ręczny, bramkarz
  - Alejandra Valencia, meksykańska łuczniczka
  - Christania Williams, jamajska lekkoatletka, sprinterka
- 18 października:
  - Ksienija Wojszal, białoruska koszykarka
  - Axumawit Embaye, etiopska lekkoatletka, biegaczka średniodystansowa
  - John McGinn, szkocki piłkarz
- 19 października:
  - Chelsea Chenault, amerykańska pływaczka
  - Sidney Cook, amerykańska koszykarka
  - Daria Marciniak, polska koszykarka
  - Matej Mohorič, słoweński kolarz szosowy
  - Agnė Sereikaitė, litewska łyżwiarka szybka, specjalistka short tracku
  - Daniła Siemierikow, rosyjski łyżwiarz szybki
  - Rodrigo Vargas Castillo, boliwijski piłkarz
- 20 października:
  - José Contreras, wenezuelski piłkarz, bramkarz
  - Andrzej Filończyk, polski śpiewak operowy (baryton)
  - Səmra Rəhimli, azerska piosenkarka
- 21 października:
  - Alessia Polieri, włoska pływaczka
  - Miriam Uro-Nile, ukraińska koszykarka
  - Natalja Woronina, rosyjska łyżwiarka szybka
- 22 października – Alberta Santuccio, włoska szpadzistka
- 23 października:
  - Matt Graham, australijski narciarz dowolny
  - Gieorgij Kolijew, białoruski zapaśnik pochodzenia rosyjskiego
  - Margaret Qualley, amerykańska aktorka, modelka
- 24 października:
  - Audrey Albié, francuska tenisistka
  - Miguel Araujo, peruwiański piłkarz
  - Bruma, portugalski piłkarz pochodzenia gwinejskiego
  - Vidit Santosh Gujrathi, indyjski szachista
  - Deniz Khazaniuk, izraelska tenisistka
  - Andrija Luković, serbski piłkarz
  - Tereza Martincová, czeska tenisistka
- 25 października:
  - Zoey Clark, brytyjska lekkoatletka, sprinterka
  - Jefferson Lerma, kolumbijski piłkarz
  - Matteo Lodo, włoski wioślarz
  - Gorr Minasjan, ormiański sztangista
  - Ray Robson, amerykański szachista
  - Riko Sawayanagi, japońska tenisistka
- 26 października:
  - Allie DeBerry, amerykańska aktorka, modelka
  - Bediha Gün, turecka zapaśniczka
  - Blake Hamilton, amerykański koszykarz
  - Matthew Hudson-Smith, brytyjski lekkoatleta, sprinter
  - Nilson Loyola, peruwiański piłkarz
  - Jordan Morris, amerykański piłkarz
  - Darja Szmielowa, rosyjska kolarka torowa
- 27 października:
  - Lexie Brown, amerykańska koszykarka
  - Tim Quarterman, argentyński koszykarz
  - Rasmus Ristolainen, fiński hokeista
  - Kurt Zouma, francuski piłkarz pochodzenia środkowoafrykańskiego
  - Ognjen Dobrić, serbski koszykarz
- 28 października – Aaron Harrison, amerykański koszykarz
- 29 października:
  - Ilira, niemiecko-szwajcarska piosenkarka, autorka tekstów pochodzenia kosowsko-albańskiego
  - Alaksandr Iwanou, białoruski piosenkarz
  - Aurélien Panis, francuski kierowca wyścigowy
  - Kuba Więcek, polski saksofonista i kompozytor jazzowy
- 30 października – Maro, portugalska piosenkarka
- 31 października:
  - Sara Carnicelli, włoska lekkoatletka reprezentująca Watykan
  - Marcelo David, brazylijski zawodowy gracz komputerowy
  - John Egbunu, nigeryjski koszykarz
  - Sonia Malavisi, włoska lekkoatletka, tyczkarka
  - Ksienija Parubiec, rosyjska siatkarka
- 2 listopada:
  - Alicja Konieczek, polska lekkoatletka, biegaczka długodystansowa
  - Daniel Szymkiewicz, polski koszykarz
- 3 listopada:
  - Dallal Merwa Achour, algierska siatkarka
  - Felix Stridsberg-Usterud, norweski narciarz dowolny
  - Juulia Turkkila, fińska łyżwiarka figurowa
- 4 listopada:
  - Trevon Bluiett, amerykański koszykarz
  - Pablo Ganet, piłkarz z Gwinei Równikowej
  - Ewelina Janicka, polska siatkarka
  - Andrea Lázaro García, hiszpańska tenisistka
  - Andžejs Ļebedevs, łotewski żużlowiec
  - Bruno Varela, portugalski piłkarz, bramkarz
- 7 listopada:
  - Gervonta Davis, amerykański bokser
  - Kanako Murakami, japońska łyżwiarka figurowa
  - Konrad Nowak, polski piłkarz
  - Marina Wallner, niemiecka narciarka alpejska
- 8 listopada:
  - Emir Ahmedović, bośniacki koszykarz
  - Matheus Dória Macedo, brazylijski piłkarz
  - Lucy Hatton, brytyjska lekkoatletka, płotkarka
  - Jovan Novak, serbski koszykarz
  - Leart Paqarada, kosowski piłkarz
- 10 listopada:
  - Takuma Asano, japoński piłkarz
  - Andre De Grasse, kanadyjski lekkoatleta sprinter
  - Zoey Deutch, amerykańska aktorka
  - Alicja Wójcik, polska siatkarka
- 11 listopada:
  - Denis Bouanga, gaboński piłkarz
  - Caitlin Foord, australijska piłkarka
  - Na Hae-ryung, południowokoreańska piosenkarka, aktorka
  - Connor Price, kanadyjski aktor
  - Eleanor Simmonds, brytyjska pływaczka, paraolimpijka
  - Filip Wielkiewicz, polski hokeista
- 12 listopada
  - Kaleen, austriacka piosenkarka, tancerka, choreografka
  - Jana Sizikowa, rosyjska tenisistka
- 13 listopada:
  - Edgars Kulda, łotewski hokeista
  - Laurien Leurink, holenderska hokeistka na trawie
- 15 listopada:
  - Jekatierina Aleksandrowa, rosyjska tenisistka
  - Emma Dumont, amerykańska aktorka, modelka
  - Brett Pesce, amerykański hokeista
  - Sindarius Thornwell, amerykański koszykarz
  - Rasmus Wranå, szwedzki curler
- 16 listopada:
  - Gary Clark, amerykański koszykarz
  - Malwina Kopron, polska lekkoatletka, młociarka
  - Pavol Šafranko, słowacki piłkarz
  - Joel Valencia, ekwadorski piłkarz
- 17 listopada:
  - Ronaldo Dinolis, panamski piłkarz
  - Armin Hodžić, bośniacki piłkarz
  - Jacob Barrett Laursen, duński piłkarz
  - Benno Schmitz, niemiecki piłkarz
  - Victoria Vivians, amerykańska koszykarka
- 18 listopada:
  - Danka Kovinić, czarnogórska tenisistka
  - Kamil Wodka, polski aktor
- 21 listopada:
  - Miyu Katō, japońska tenisistka
  - Risako Kawai, japońska zapaśniczka
  - Saúl Ñíguez, hiszpański piłkarz
  - Jeanelle Scheper, lekkoatletka z Saint Lucia, skoczkini wzwyż
- 22 listopada:
  - Samantha Bricio, meksykańska siatkarka
  - Rubie Joy Gabriel, lekkoatletka z Palau, sprinterka
  - Dacre Montgomery, australijski aktor
  - Daichi Takatani, japoński zapaśnik
  - Keiji Tanaka, japoński łyżwiarz figurowy
- 24 listopada – Mateusz Narloch, polski aktor
- 26 listopada:
  - Azra Hadzic, australijska tenisistka pochodzenia bośniackiego
  - Melvyn Lorenzen, ugandyjski piłkarz
- 27 listopada – Mouhammadou Jaiteh, francuski koszykarz, posiadający także senegalskie i gambijskie obywatelstwo
- 28 listopada:
  - Eryk Gruca, polski perkusista, kompozytor, członek zespołu The Trepp
  - Nao Hibino, japońska tenisistka
- 29 listopada:
  - Julius Randle, amerykański koszykarz
  - Naiane Rios, brazylijska siatkarka
  - Zhu Ting, chińska siatkarka
- 30 listopada – Piotr Pawlicki, polski żużlowiec
- 3 grudnia:
  - Jake T. Austin, amerykański aktor pochodzenia polsko-hiszpańskiego
  - Jevon Balfour, kanadyjski zapaśnik
  - Antonín Barák, czeski piłkarz
  - Barbara Matić, chorwacka judoczka
  - Bernarda Pera, amerykańska tenisistka pochodzenia chorwackiego
- 6 grudnia:
  - Janis Andetokunmbo, grecki koszykarz pochodzenia nigeryjskiego
  - Susanne Celik, szwedzka tenisistka
  - Stephen Maar, kanadyjski siatkarz
- 8 grudnia:
  - Dylan Kennett, nowozelandzki kolarz torowy i szosowy
  - Conseslus Kipruto, kenijski lekkoatleta, długodystansowiec
  - Ayman Ben Mohamed, tunezyjski piłkarz
  - Miah Spencer, amerykańska koszykarka
  - Elena Steinemann, szwajcarska siatkarka
  - Raheem Sterling, angielski piłkarz
- 9 grudnia:
  - Francisco Garrigós, hiszpański judoka
  - Zuzanna Kucińska, polska siatkarka
  - Jurij Petranhowski, ukraiński hokeista
- 12 grudnia:
  - Nathaniel Chalobah, angielski piłkarz pochodzenia sierraleońskiego
  - Federica Del Buono, włoska lekkoatletka, biegaczka długodystansowa
  - Besar Halimi, kosowski piłkarz
  - Elman Muxtarov, azerski zapaśnik
  - Carlijn Schoutens, holenderska i amerykańska łyżwiarka szybka
- 13 grudnia:
  - A*M*E, brytyjska piosenkarka pochodzenia sierraleońskiego
  - Laura Flippes, francuska piłkarka ręczna
  - Pau López, hiszpański piłkarz, bramkarz
- 14 grudnia:
  - Javon Francis, jamajski lekkoatleta, sprinter
  - Denise Imoudu, niemiecka siatkarka
  - Sulian Matienzo, kubańska siatkarka
- 15 grudnia:
  - Barbora Bálintová, słowacka koszykarka
  - Jason Brown, amerykański łyżwiarz figurowy
  - Michał Marcjanik, polski piłkarz
  - Flora Ogilvy(inne języki), brytyjska arystokratka
- 16 grudnia:
  - Kim Boutin, kanadyjska łyżwiarka szybka, specjalistka short tracku
  - Kinga Dybek, polska siatkarka
  - Nigel Hayes, amerykański koszykarz
  - José Rodríguez, hiszpański piłkarz
- 17 grudnia:
  - Noureddine Bettahar, polski hokeista pochodzenia algierskiego
  - Jewgienija Tarasowa, rosyjska łyżwiarka figurowa
  - Nat Wolff, amerykański muzyk, piosenkarz, kompozytor, aktor
- 18 grudnia:
  - Włada Czigiriowa, rosyjska pływaczka synchroniczna
  - Gerard Gumbau, hiszpański piłkarz
  - Vilde Ingstad, norweska piłkarka ręczna
  - Natália Kelly, austriacka piosenkarka, autorka tekstów
  - Saleh Rateb, jordański piłkarz
  - Slowthai, brytyjski raper, aktor
- 19 grudnia – Katrina Lehis, estońska szpadzistka
- 20 grudnia:
  - William Carrier, kanadyjski hokeista
  - Giulio Ciccone, włoski kolarz szosowy
  - Wesley Iwundu, amerykański koszykarz
  - Pouya, amerykański raper, autor tekstów
  - Maja Rasińska, polska judoczka
  - Ryan Thomas, nowozelandzki piłkarz
- 22 grudnia:
  - Fabien Claude, francuski biathlonista
  - Cameron Howieson, nowozelandzki piłkarz
  - Alaksandra Narkiewicz, białoruska gimnastyczka
- 23 grudnia:
  - Julien De Sart, belgijski piłkarz
  - Sofiane Oumiha, francuski bokser
  - Sopita Tanasan, tajska sztangistka
- 24 grudnia:
  - Lisa Buckwitz, niemiecka bobsleistka
  - Daphne Groeneveld, holenderska modelka
  - Frédéric Guilbert, francuski piłkarz
  - Denis Kudla, niemiecki zapaśnik
  - Jennifer Valente, amerykańska kolarka torowa
- 28 grudnia:
  - Anna Diemientjewa, rosyjska gimnastyczka
  - Jarkko Määttä, fiński skoczek narciarski
  - Adam Peaty, brytyjski pływak
  - Jonna Sundling, szwedzka biegaczka narciarska
- 29 grudnia:
  - Kako Akishino, japońska księżniczka
  - Żandos Ismaiłow, kazachski zapaśnik
  - Bohdan Myszenko, ukraiński piłkarz
  - Louis Schaub, austriacki piłkarz
  - Filip Zegzuła, polski koszykarz
- 30 grudnia:
  - Batabe Zempare, ghańsko-amerykańska koszykarka
  - Nikola Milutinov, serbski koszykarz
  - Seren Bundy-Davies, brytyjska lekkoatletka, sprinterka
  - Paul Watson, amerykański koszykarz
  - Troy Williams, amerykański koszykarz
- 31 grudnia:
  - Anna Dyvik, szwedzka biegaczka narciarska
  - Euloge Placca Fessou, togijski piłkarz

## Zmarli
- 1 stycznia:
  - Ryszarda Hanin, polska aktorka (ur. 1919)
  - Arthur Porritt, nowozelandzki lekarz, lekkoatleta, działacz sportowy i polityk (ur. 1900)
- 18 stycznia – Rolf Singer, niemiecki mykolog (ur. 1906)
- 26 stycznia – Lejaren Hiller, amerykański kompozytor i chemik (ur. 1924)
- 29 stycznia – Ulrike Maier, austriacka narciarka alpejska, mistrzyni świata (ur. 1967)
- 1 lutego – Hubert Kessler, węgierski geograf, geolog, hydrolog krasu, speleolog (ur. 1907)
- 2 lutego:
  - Roberto Balado, kubański bokser, mistrz olimpijski (ur. 1969)
  - Marija Gimbutienė, litewska archeolog (ur. 1921)
- 5 lutego – Joachim Halupczok, polski kolarz, amatorski mistrz świata w kolarstwie szosowym (ur. 1968)
- 7 lutego – Witold Lutosławski, polski artysta kompozytor (ur. 1913)
- 15 lutego – Wacław Korabiewicz, polski pisarz, podróżnik, autor prac etnograficznych (ur. 1903)
- 19 lutego – Derek Jarman, brytyjski reżyser filmowy (ur. 1942)
- 26 lutego – Bill Hicks, amerykański komik, muzyk i satyryk (ur. 1961)
- 28 lutego – Wiesław Wiśniewski, polski astronom (ur. 1931)
- 3 marca – Karel Kryl, czeski pieśniarz, poeta, grafik (ur. 1944)
- 5 marca – Jan Dobraczyński, polski pisarz (ur. 1910)
- 9 marca – Charles Bukowski, amerykański pisarz (ur. 1920)
- 14 marca – Jadwiga Szajna-Lewandowska, polska pianistka, kompozytorka i pedagożka (ur. 1912)
- 23 marca:
  - Giulietta Masina, włoska aktorka filmowa (ur. 1921)
  - Álvaro del Portillo, prałat Opus Dei, błogosławiony (ur. 1914)
- 28 marca – Eugène Ionesco, francuski dramaturg pochodzenia rumuńskiego (ur. 1909)
- 3 kwietnia – Armand Vetulani, polski krytyk, kurator i historyk sztuki (ur. 1909)
- 5 kwietnia – Kurt Cobain, amerykański wokalista i lider Nirvany popełnił samobójstwo (ur. 1967)
- 6 kwietnia:
  - Juvénal Habyarimana, prezydent Ruandy (ur. 1937)
  - Cyprien Ntaryamira, prezydent Burundi (ur. 1955)
- 18 kwietnia:
  - Belo Kapolka, słowacki pisarz, taternik, nosicz i kierownik tatrzańskich schronisk (ur. 1935)
  - Jerzy Ozdowski, polski ekonomista, polityk, wicemarszałek Sejmu PRL (ur. 1925)
  - Stefan Suberlak, polski artysta plastyk (ur. 1928)[5]
- 22 kwietnia – Richard Nixon, prezydent Stanów Zjednoczonych (ur. 1913)
- 26 kwietnia – Masutatsu Oyama, koreański mistrz sztuk walki, twórca stylu Kyokushin (karate) (ur. 1923)
- 30 kwietnia – Roland Ratzenberger, austriacki kierowca wyścigowy (ur. 1960)
- 1 maja – Ayrton Senna, brazylijski kierowca wyścigowy, mistrz świata Formuły 1 (ur. 1960)
- 4 maja:
  - Heinrich Homann, niemiecki polityk (ur. 1911)
  - Wanda Zawidzka-Manteuffel, polska graficzka, plakacistka, projektantka wyrobów ze szkła, ceramiki i tkanin (ur. 1906)
- 7 maja – Margaret Skeete, amerykańska superstulatka (ur. 1878)
- 9 maja – Anni Albers, amerykańska projektantka tkanin, graficzka, wykładowczyni na Bauhausie i Black Mountain College (ur. 1899)
- 19 maja:
  - Tadeusz Gliwic, polski ekonomista i działacz społeczny, wolnomularz, Wielki Mistrz Wielkiej Loży Narodowej Polski (ur. 1907)
  - Jacqueline Kennedy Onasis, żona prezydenta Stanów Zjednoczonych Johna F. Kennedy’ego, a następnie greckiego armatora Aristotelesa Onassisa (ur. 1929)
  - Luis Ocaña, hiszpański kolarz (ur. 1945)
- 22 maja – Eligia Bąkowska, polska tłumaczka, redaktor, nauczycielka (ur. 1907)
- 29 maja – Erich Honecker, niemiecki polityk komunistyczny, przywódca NRD w latach 1971–1989 (ur. 1912)
- 2 czerwca – Walenty Szwajcer, odkrywca szczątków prehistorycznej osady kultury łużyckiej w Biskupinie (ur. 1907)
- 14 czerwca – Henry Mancini, amerykański kompozytor i aranżer, autor muzyki filmowej (ur. 1924)
- 16 czerwca:
  - Jochanan Bader (hebr.: יוחנן בדר), izraelski prawnik, dziennikarz i polityk (ur. 1901)
  - Kristen Pfaff, basistka zespołu Hole (ur. 1967)
- 19 czerwca – Tadeusz Kondrat, polski aktor (ur. 1908)
- 20 czerwca – Jay Miner, amerykański projektant multimedialnych procesorów, założyciel przedsiębiorstwa Amiga (ur. 1932)
- 29 czerwca – Jack Unterweger, austriacki dziennikarz, pisarz i seryjny morderca (ur. 1950)
- 1 lipca – Helena Grossówna, polska tancerka oraz aktorka teatralna i filmowa (ur. 1904)
- 2 lipca – Andrés Escobar, kolumbijski piłkarz (ur. 1967)
- 5 lipca:
  - Məmmədəli Hüseynov, azerbejdżański archeolog, doktor nauk historycznych (ur. 1922)
  - Milivoje Popović-Mavid, serbski aktor (ur. 1909)
- 8 lipca – Kim Ir Sen, przywódca komunistycznej Korei Północnej (ur. 1912)
- 12 lipca – Irena Krzywicka, polska feministka, pisarka, publicystka i tłumaczka (ur. 1899)
- 14 lipca – Robert Jungk, austriacki publicysta, zajmujący się futurologią (ur. 1913)
- 16 lipca – Julian Schwinger, amerykański fizyk, laureat Nagrody Nobla w dziedzinie fizyki (ur. 1918)
- 28 lipca – George D. Gangas, amerykański Świadek Jehowy pochodzenia greckiego, członek Ciała Kierowniczego (ur. 1896)
- 30 lipca – Ryszard Riedel, polski wokalista blues-rockowy, wokalista zespołu Dżem, mistrz harmonijki ustnej (ur. 1956)
- 14 sierpnia:
  - Elias Canetti, szwajcarski pisarz, poeta, dramaturg, tłumacz, eseista i socjolog (ur. 1905)
  - Stanisław Gucwa, polski polityk, marszałek Sejmu (ur. 1919)
- 18 sierpnia – Richard Synge, angielski biochemik, laureat Nagrody Nobla (ur. 1914)
- 19 sierpnia:
  - Ladislav Fuks, czeski prozaik (ur. 1923)
  - Linus Pauling, amerykański fizyk i chemik, noblista (ur. 1901)
- 3 września – Billy Wright, angielski piłkarz (ur. 1924)
- 8 września – Margaret Guido, angielska archeolog (ur. 1912)
- 17 września – Karl Popper, angielski filozof (ur. 1902)
- 23 września – Zbigniew Nienacki (właściwie Nowicki), polski pisarz (ur. 1929)
- 3 października – Heinz Rühmann, niemiecki aktor (ur. 1902)
- 5 października – Nini Rosso, włoski trębacz i kompozytor jazzowy (ur. 1926)
- 10 października – Sheikh Mohammed Sultan, banglijski malarz (ur. 1923)
- 19 października – Martha Raye, amerykańska aktorka i piosenkarka (ur. 1916)
- 20 października – Burt Lancaster, amerykański aktor filmowy, reżyser i scenarzysta (ur. 1913)
- 24 października – Raúl Juliá, amerykański aktor (ur. 1940)
- 26 października – Ludwik Kalkstein, literat, żołnierz konspiracji, agent Gestapo w Armii Krajowej (ur. 1920)
- 27 października – Jan Baculewski, polski historyk literatury i pedagog (ur. 1912)
- 28 października – Zygmunt Skibniewski, architekt, urbanista, profesor Politechniki Warszawskiej (ur. 1905)
- 4 listopada – Sam Francis, amerykański malarz (ur. 1923)
- 10 listopada – Ija Lazari-Pawłowska, etyk, filozof, autorka prac z metaetyki i etyki (ur. 1921)
- 12 listopada – Wilma Rudolph, amerykańska lekkoatletka, sprinterka, trzykrotna mistrzyni olimpijska (ur. 1940)
- 13 listopada – Wołodymyr Iwaszko, radziecki działacz partyjny i państwowy, p.o. sekretarza generalnego KC KPZR (ur. 1932)
- 18 listopada – Me’ir Talmi, izraelski polityk (ur. 1909)
- 23 listopada – Sławomir Siejka, polski dziennikarz i prezenter telewizyjny (ur. 1959)
- 28 listopada – Jeffrey Dahmer, seryjny morderca (ur. 1960)
- 29 listopada:
  - Zygmunt Chyliński, polski fizyk, filozof (ur. 1930)
  - Hervey Gilbert Machen, amerykański polityk (ur. 1916)
- 30 listopada:
  - Guy Debord, francuski pisarz, filozof, myśliciel polityczny, filmowiec (ur. 1931)
  - Lionel Stander, amerykański aktor (ur. 1908)
- 8 grudnia:
  - Antônio Carlos Jobim, brazylijski muzyk, kompozytor, aranżer, wokalista oraz jeden z twórców stylu bossa nova (ur. 1927)
  - Kazimierz Marczyński, porucznik Wojska Polskiego, kawaler Virtuti Militari (ur. 1899)
- 11 grudnia – Stanisław Maczek, polski wojskowy, generał (ur. 1892)
- 12 grudnia – Stuart Roosa, amerykański astronauta (ur. 1933)
- 13 grudnia – Olga Rubcowa (ros. Ольга Николаевна Рубцова), rosyjska szachistka, mistrzyni świata (ur. 1909)
- 18 grudnia – Jadwiga Korczakowska, polska pisarka, poetka, autorka wierszy, opowiadań i książek dla dzieci (ur. 1906)
- 24 grudnia – John Boswell, amerykański mediewista, autor książki Chrześcijaństwo, tolerancja społeczna i homoseksualność (ur. 1947)

## Zdarzenia astronomiczne
- 10 maja – obrączkowe zaćmienie Słońca
- 25 maja – zaćmienie Księżyca
- 3 listopada – całkowite zaćmienie Słońca

## Nagrody Nobla
- z fizyki – Bertram Brockhouse, Clifford Shull
- z chemii – George A. Olah
- z medycyny – Alfred Gilman, Martin Rodbell
- z literatury – Kenzaburo Oe
- nagroda pokojowa – Szimon Peres, Icchak Rabin, Jasir Arafat
- z ekonomii – Reinhard Selten, John Forbes Nash, John Harsanyi

## Święta ruchome
- Tłusty czwartek: 10 lutego
- Ostatki: 15 lutego
- Popielec: 16 lutego
- Pamiątka śmierci Jezusa Chrystusa: 26 marca
- Niedziela Palmowa: 27 marca
- Wielki Czwartek: 31 marca
- Wielki Piątek: 1 kwietnia
- Wielka Sobota: 2 kwietnia
- Wielkanoc: 3 kwietnia
- Poniedziałek Wielkanocny: 4 kwietnia
- Wniebowstąpienie Pańskie: 12 maja
- Zesłanie Ducha Świętego: 22 maja
- Boże Ciało: 2 czerwca